# Manierismo nordico

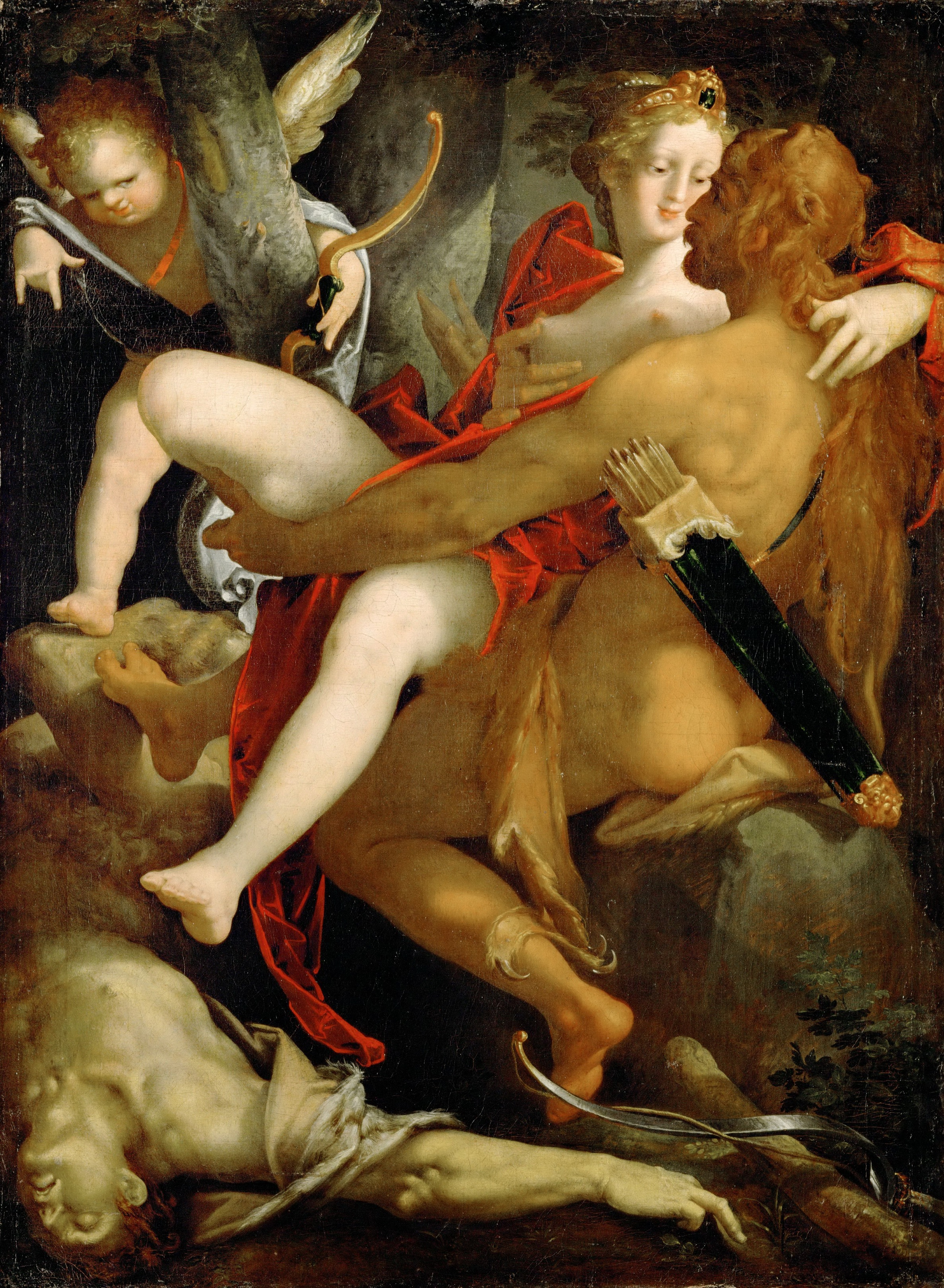
Bartholomeus Spranger, Ercole, Deianira e Nesso, 1580-85

Il Manierismo nordico o Manierismo settentrionale è la forma del Manierismo che si trova nelle arti visive a nord delle Alpi nel XVI e all'inizio del XVII secolo. Stili in gran parte derivati dal Manierismo italiano furono trovati nei Paesi Bassi e altrove intorno alla metà del secolo, specialmente l'ornamento manierista in architettura; questo articolo si concentra su quei tempi e luoghi in cui il Manierismo nordico generò il suo lavoro più originale e distintivo.
I tre centri principali dello stile furono in Francia, specialmente nel periodo 1530-50, a Praga dal 1576 e nei Paesi Bassi dagli anni 1580 – le prime due fasi guidate moltissimo dal mecenatismo reale. Negli ultimi 15 anni del secolo, lo stile, che ormai stava diventando superato in Italia, era diffuso in tutta l'Europa settentrionale, propagato in gran parte attraverso le stampe. Nella pittura, tese a ritirarsi nel nuovo secolo, sotto la nuova influenza di Caravaggio e del primo Barocco, ma nell'architettura e nelle arti decorative, la sua influenza fu più sostenuta.

## Inquadramento

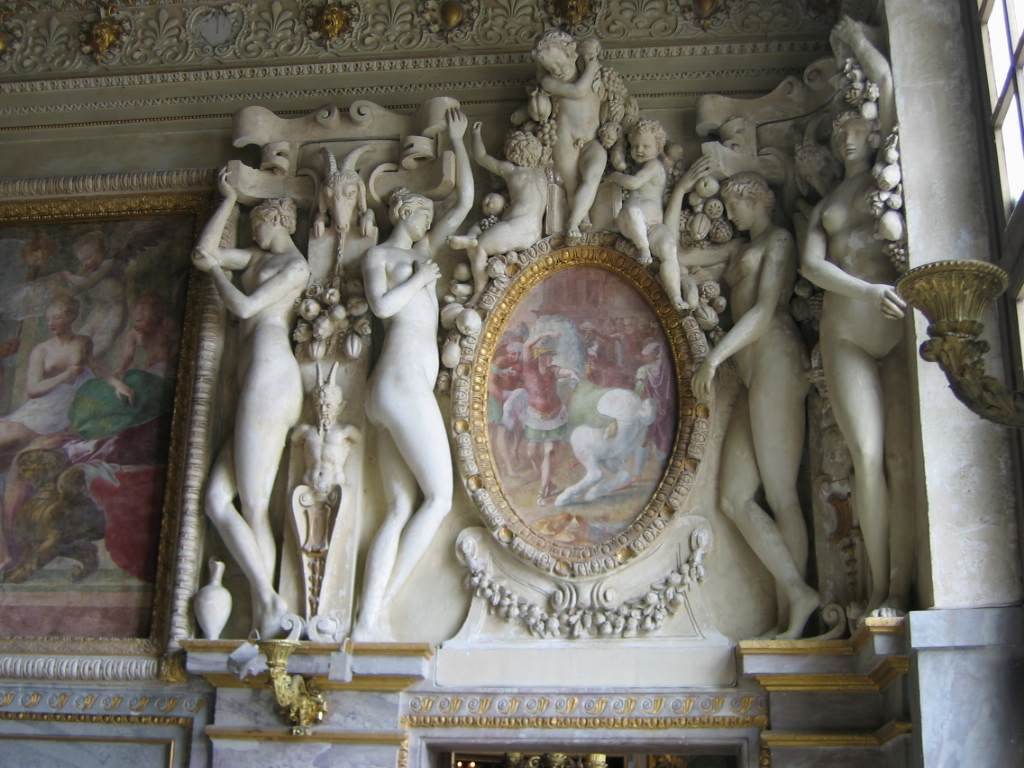
Soprapporta di stucco a Fontainebleau, probabilmente disegnata da Primaticcio, che dipinse il riquadro ovale

L'arte sofisticata del Manierismo italiano inizia durante l'Alto Rinascimento degli anni 1520 come uno sviluppo, una reazione contro e un tentativo di superare, i trionfi serenamente equilibrati di quello stile. Come spiega lo storico dell'arte Henri Zerner: "Il concetto di Manierismo – così importante per la critica moderna e in particolare per il rinnovato gusto per l'arte di Fontainebleau – designa uno stile in opposizione al classicismo del Rinascimento italiano incarnato soprattutto da Andrea del Sarto a Firenze e Raffaello a Roma".
Il Rinascimento maturo era un fenomeno puramente italiano, e il Manierismo italiano richiedeva sia gli artisti sia un pubblico altamente preparato nei precedenti stili rinascimentali, le cui convenzioni erano spesso sfidate in modo consapevole. Nel Nord Europa, tuttavia, tali artisti, e un tale pubblico, si potevano difficilmente trovare. Lo stile prevalente rimaneva gotico, e diverse sintesi di questo e degli stili italiani furono fatte nei primi decenni del XVI secolo da artisti più internazionalmente consapevoli come Albrecht Dürer, Hans Burgkmair e altri in Germania, e dalla scuola chiamata in modo fuorviante Manierismo di Anversa, in realtà estranea e precedente al Manierismo italiano. Il Romanismo fu più profondamente influenzato dall'arte italiana dell'Alto Rinascimento e dagli aspetti del Manierismo, e molti dei suoi principali esponenti si erano recati in Italia. La pittura dei Paesi Bassi era stata generalmente la più avanzata in Europa settentrionale da prima del 1400 e i migliori artisti olandesi erano più abili di quelli di altre regioni a tenere il passo con gli sviluppi italiani, sebbene in ritardo.
Per ciascuna delle successive generazioni di artisti, il problema divenne più acuto, in quanto gran part dell'opera del Nord continuò ad assimilare progressivamente aspetti dello stile rinascimentale, mentre l'arte italiana più avanzata si era avvitata in un'atmosfera di imbarazzata sofisticazione e complessità che doveva sembrare un mondo a parte a mecenati e artisti del Nord, ma godeva di una reputazione e di un prestigio che non potevano essere ignorati.

## Francia

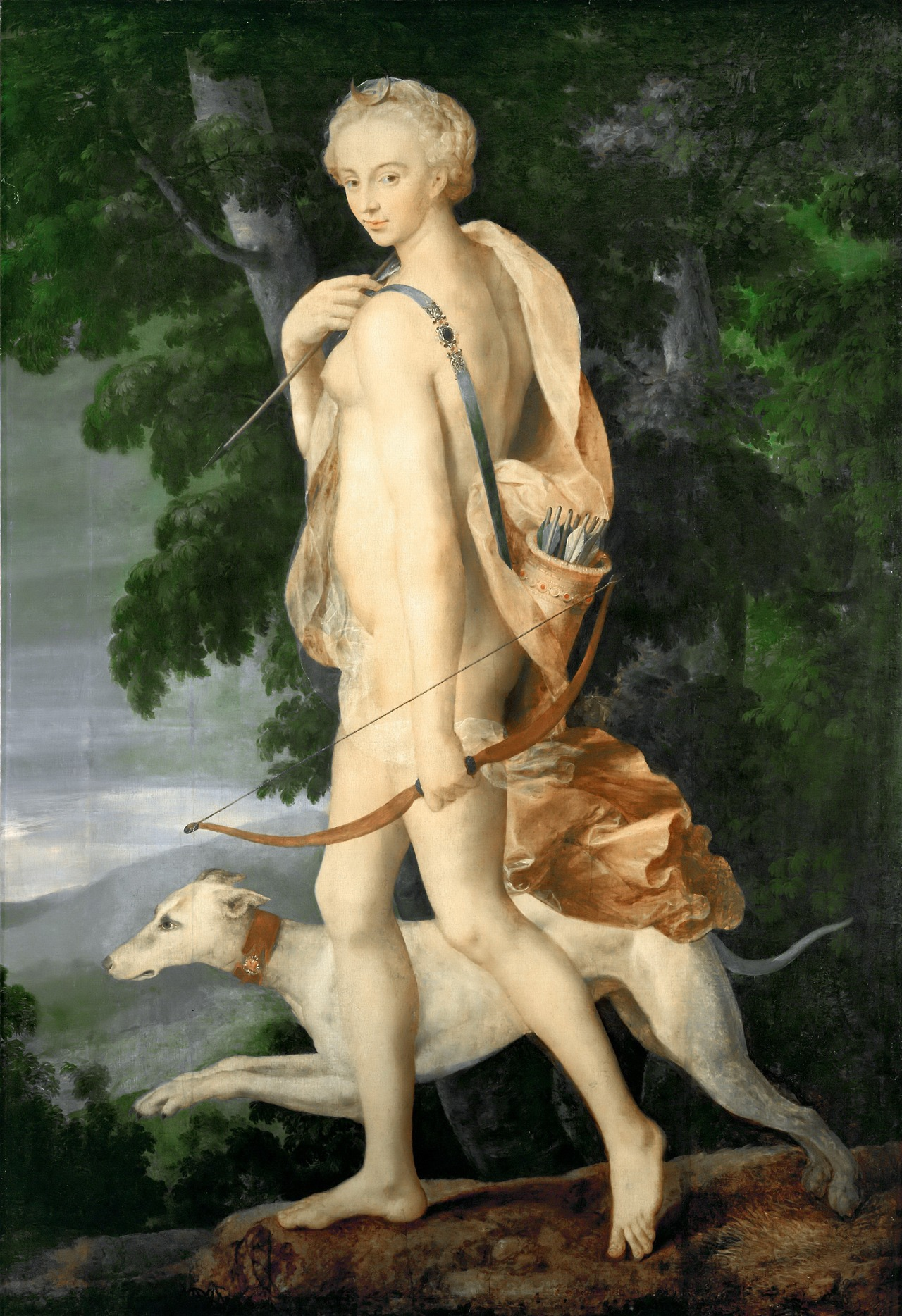
Diana cacciatrice, Scuola di Fontainebleau

La Francia ricevette un'iniezione diretta di stile italiano nella forma della prima Scuola di Fontainebleau, dove dal 1530 diversi artisti fiorentini di qualità furono ingaggiati per decorare il Palazzo reale di Fontainebleau, con l'assunzione di alcuni assistenti francesi. Le importazioni più importanti furono il Rosso Fiorentino (Giovanni Battista di Jacopo de' Rossi, 1494-1540), Francesco Primaticcio (c. 1505-1570), Nicolò dell'Abate (c. 1509-1571), tutti rimasti in Francia fino alla loro morte. Questa congiuntura riuscì a generare uno stile francese nativo con forti elementi manieristi che fu poi in grado di svilupparsi in gran parte da solo. Jean Cousin il Vecchio, ad esempio, produsse dipinti, come Eva prima Pandora e Carità, che, con i loro nudi sinuosi e allungati, attingevano in modo palpabile ai principi artistici della scuola di Fontainebleau.
Il figlio di Cousin Jean il Giovane, la maggior parte delle cui opere non sono sopravvissute, e Antoine Caron seguirono entrambi questa tradizione, producendo una versione agitata dell'estetica manierista nel contesto delle guerre di religione francesi. L'iconografia delle opere figurative era per lo più mitologica, con una forte enfasi su Diana, dea della caccia che era la funzione originaria di Fontainebleau, e omonima di Diana di Poitiers, amante e musa di Enrico II, e lei stessa appassionata cacciatrice. La sua figura snella, con le gambe lunghe e atletica "si fissò nell'immaginario erotico".

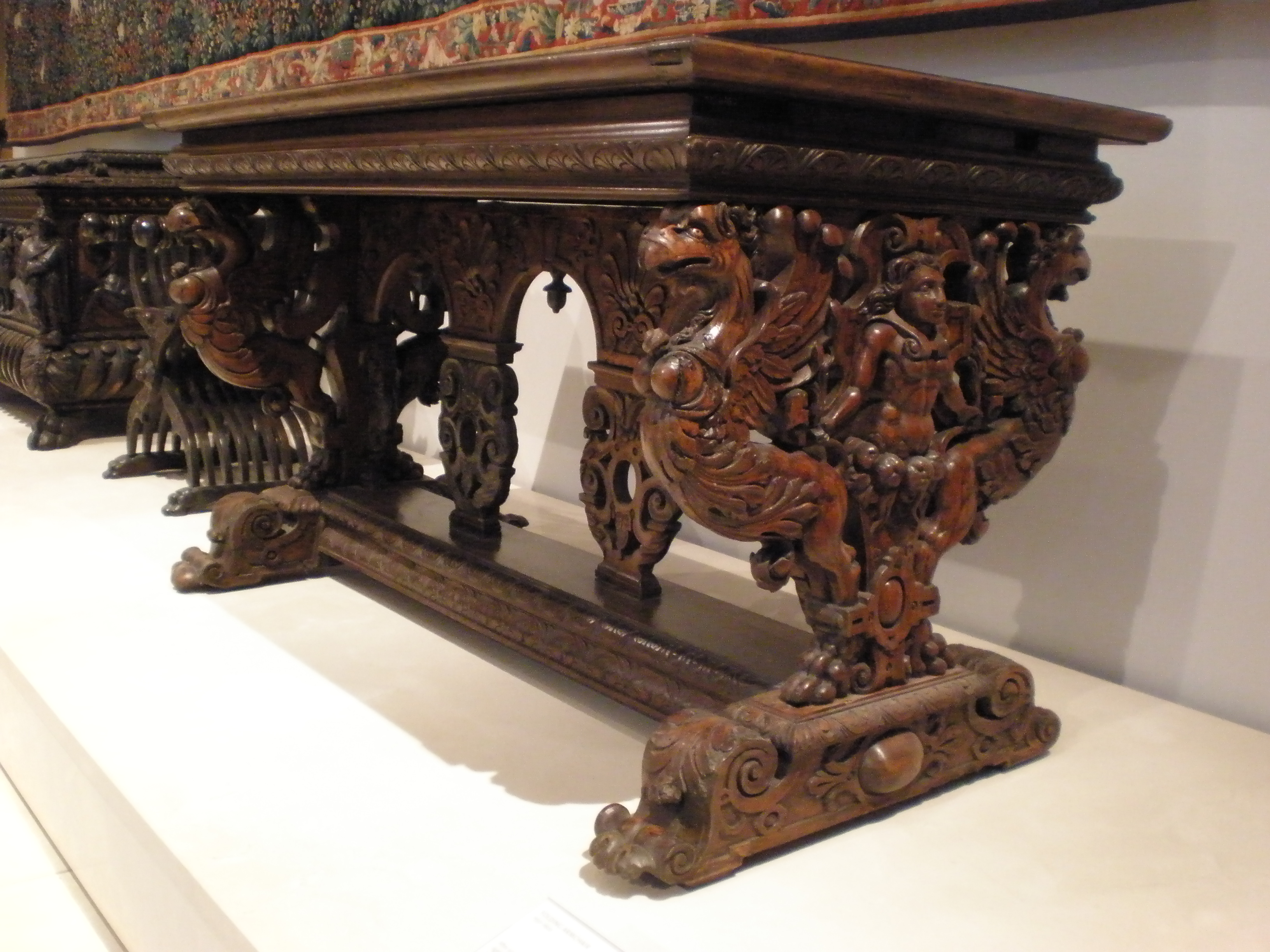
Tavolo in noce francese o borgognona, seconda metà del XVI secolo

Altre parti del Nord Europa non ebbero il vantaggio di un così intenso contatto con artisti italiani, ma lo stile manierista fece sentire la sua presenza attraverso stampe e libri illustrati, acquisti di opere italiane da parte di governanti e altri, viaggi di artisti in Italia e l'esempio di singoli artisti italiani che lavoravano nel Nord.
Gran parte del lavoro più importante a Fontainebleau consisteva in rilievi a stucco, spesso eseguiti da artisti francesi su disegni degli italiani (e poi riprodotti in stampe), e lo stile di Fontainebleau influiva più fortemente sulla scultura francese rispetto alla pittura francese. Le enormi cornici in stucco che dominano i loro dipinti a inserto con audaci strisce di cuoio in altorilievo, festoni di frutta e generose figure accessorie nude simili a ninfe, furono molto influenti sul vocabolario dell'ornamento manierista in tutta Europa, diffuso da libri di ornamenti e stampe di Androuet du Cerceau e altri – Rosso sembra essere stato l'autore dello stile. Mobili in noce di alta qualità realizzati in centri metropolitani come Parigi e Digione, impiegavano cornici di cuoio e supporti scultorei in dressoirs e buffets. La misteriosa e sofisticata ceramica di Saint-Porchaire, di cui sopravvivono solo una sessantina di pezzi, portò un'estetica simile alla ceramica.
A parte lo stesso Palazzo di Fontainebleau, altri importanti edifici decorati nello stile erano il Castello di Anet (1547-52) per Diana di Poitiers e parti del Palazzo del Louvre. Il mecenatismo delle arti di Caterina de' Medici promosse lo stile manierista, tranne che nella ritrattistica, e le sue feste di corte furono le uniche regolari del nord a rivaleggiare con gli intermedi e le entrate della corte dei Medici a Firenze; tutto ciò si basava molto sulle arti visive. Dopo un interludio quando il lavoro su Fontainebleau fu abbandonato al culmine delle guerre di religione francesi, una "Seconda scuola di Fontainebleau" fu formata da artisti locali negli anni 1590.

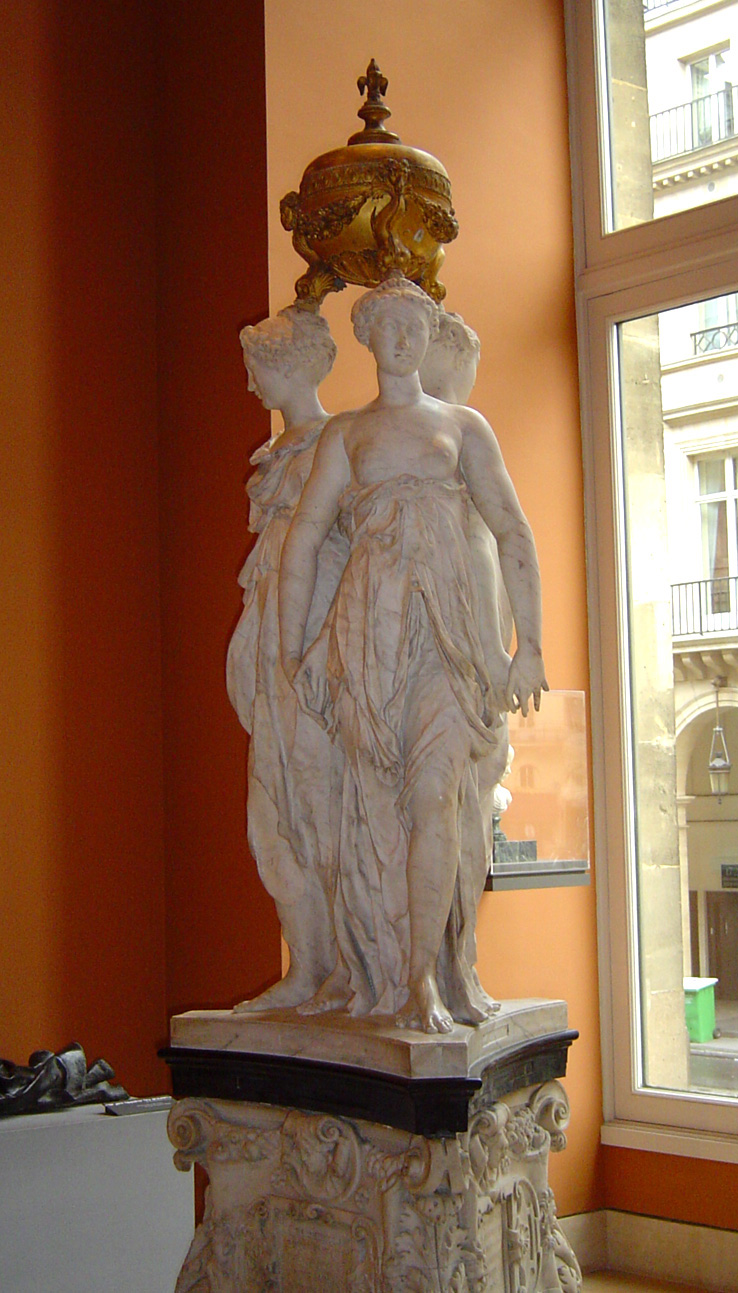
Monumento contenente il cuore di Enrico II di Francia, Germain Pilon
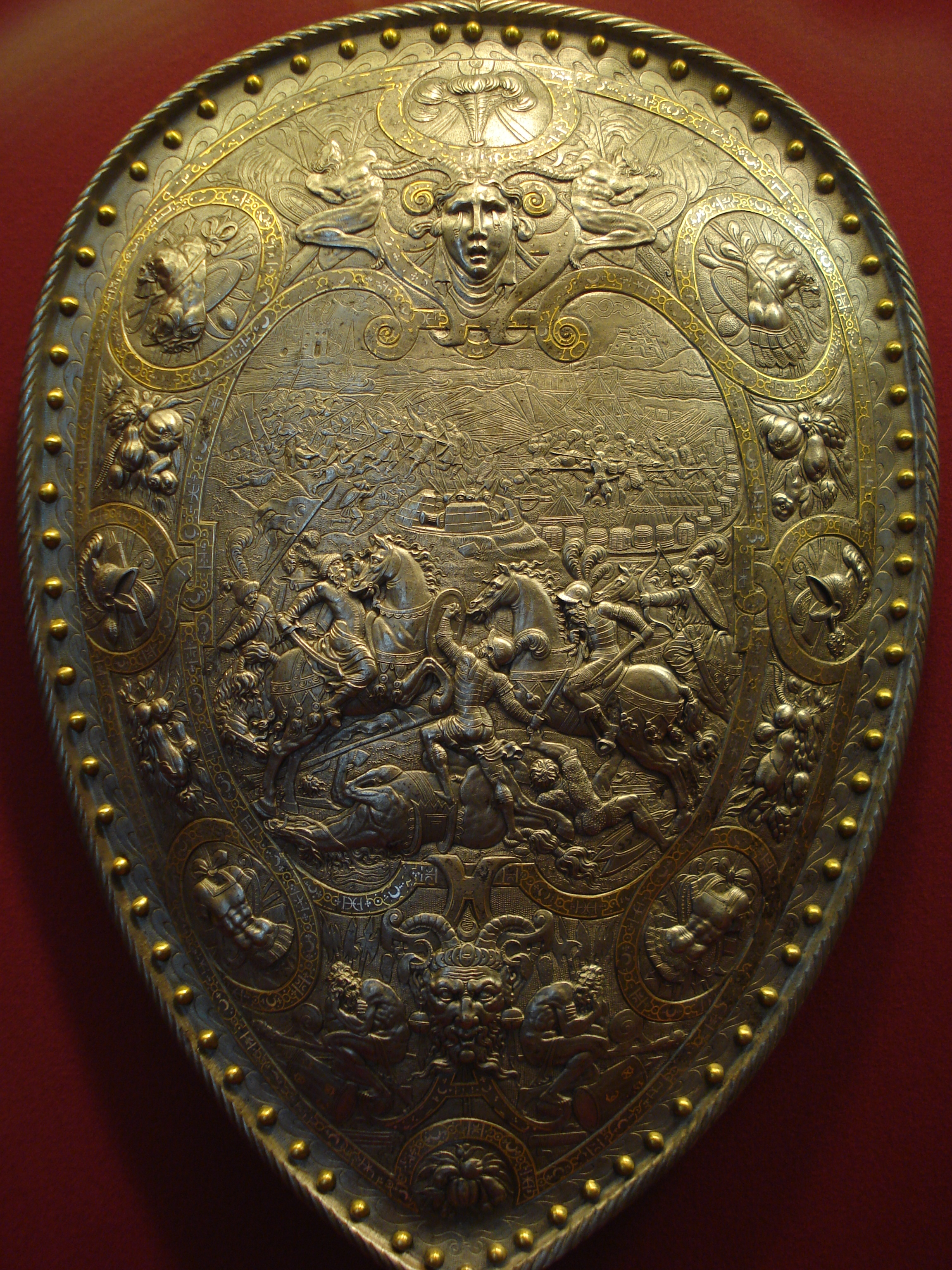
Scudo di Enrico II di Francia, acciaio damascato in argento e oro, disegno attribuito a Etienne Delaune
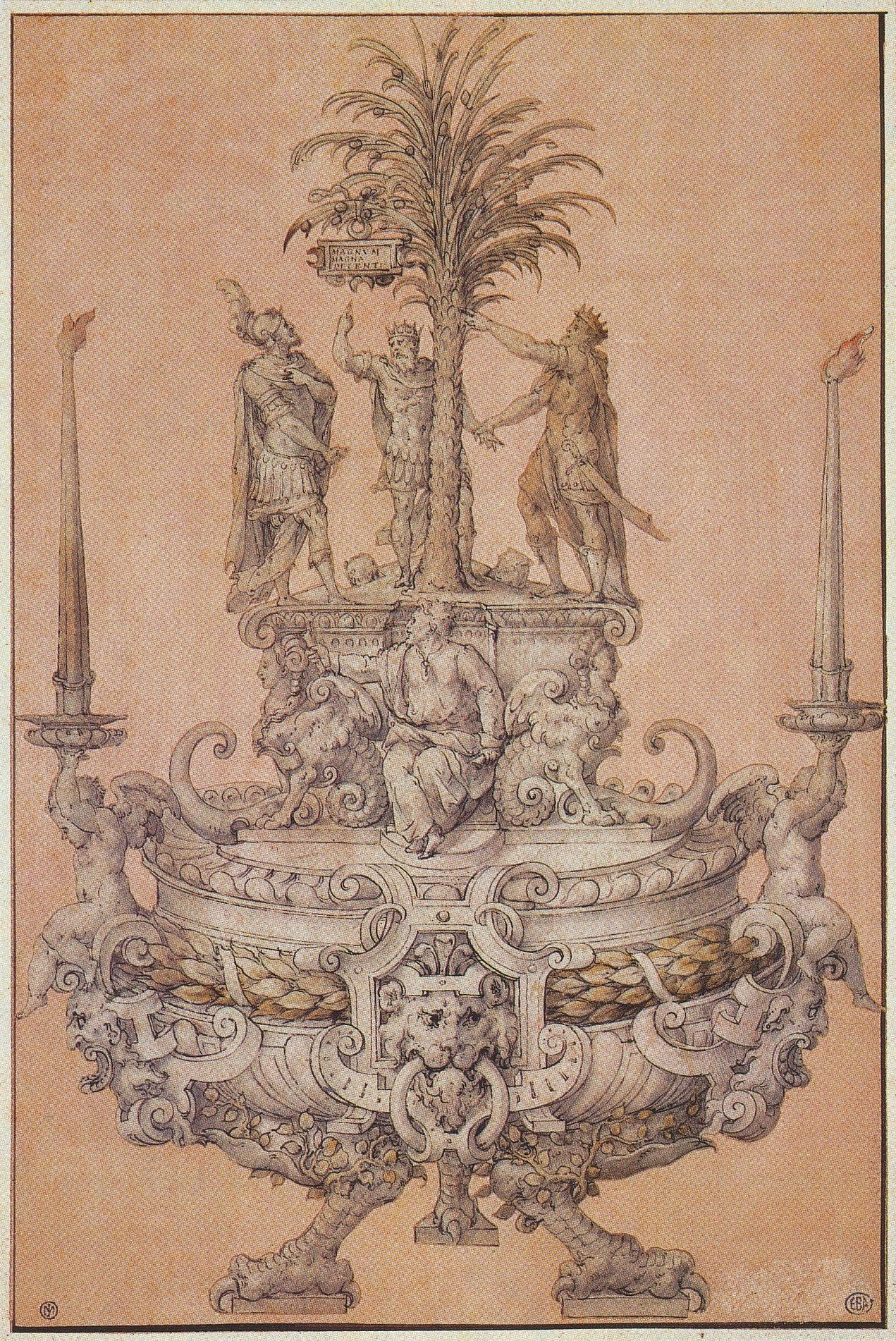
Disegno per un vaso presentato a Enrico II, Jean Cousin il Vecchio, 1549
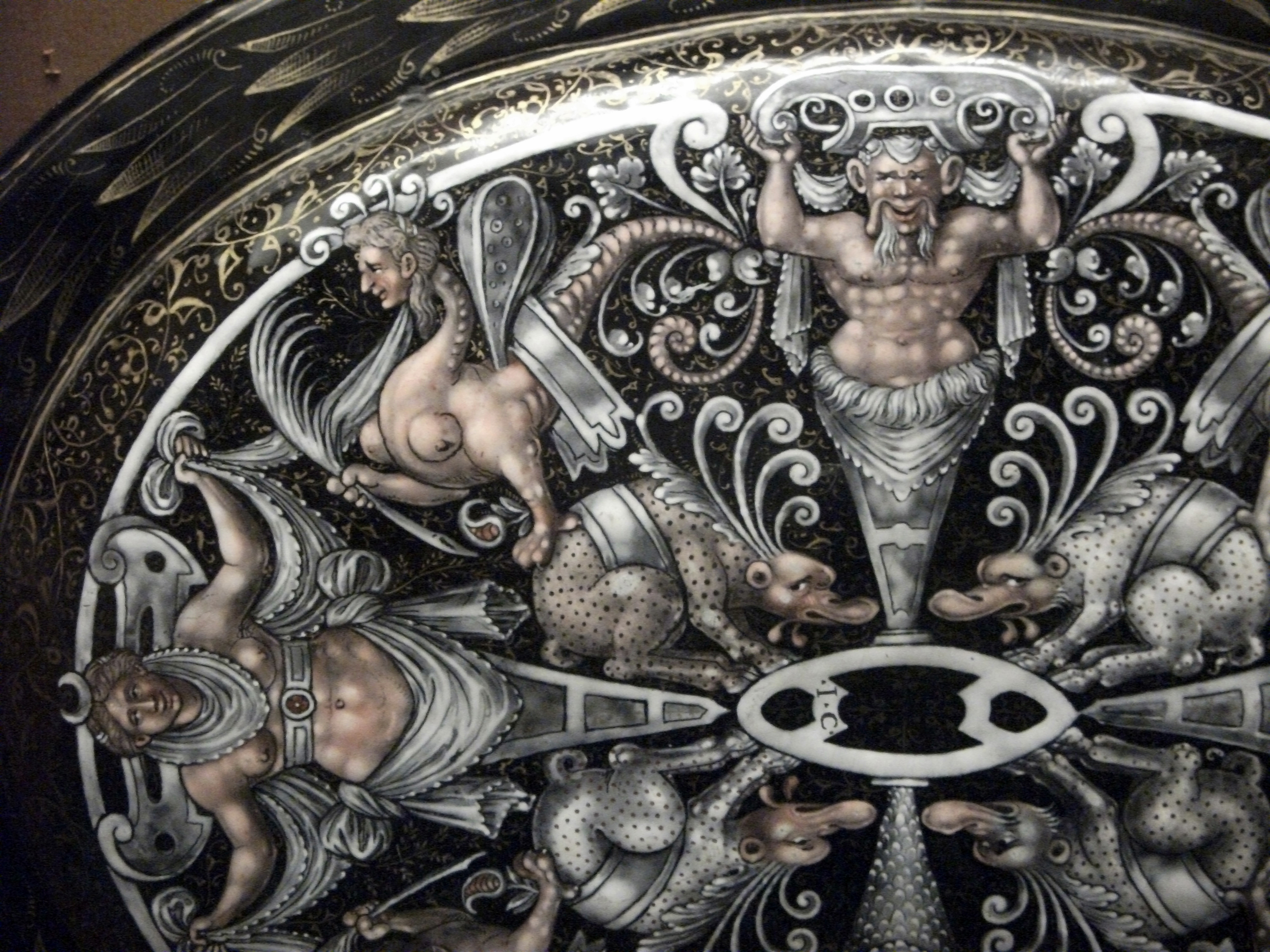
Dettaglio di un piatto in smalto di Limoges, metà del XVI secolo, attribuito a Jean de Court

## Praga sotto Rodolfo II

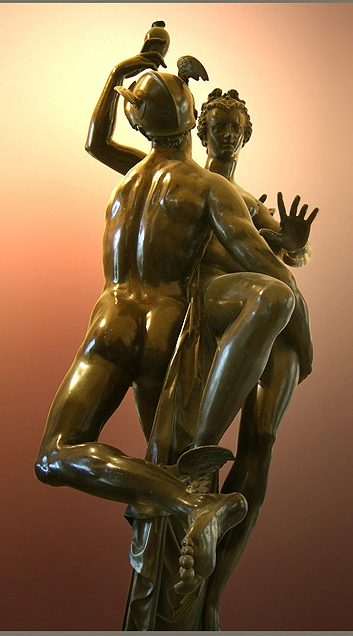
Adriaen de Vries, Mercurio e Psiche in un bronzo a grandezza naturale, fatto nel 1593 per Rodolfo.

Massimiliano II, imperatore del Sacro Romano Impero (regnante 1564-1576), che pose la sua sede a Vienna, aveva gusti umanistici e artistici e patrocinò numerosi artisti, particolarmente noti Giambologna e Giuseppe Arcimboldo, i cui ritratti di fantasia fatti di oggetti erano leggermente più seri nel mondo della filosofia tardo-rinascimentale di quanto sembrano ora. Alla fine del suo regno ideò un progetto per un nuovo palazzo e poco prima di morire il giovane pittore fiammingo Bartholomeus Spranger era stato convocato da Roma, dove aveva fatto una carriera di successo. Il figlio di Massimiliano, Rodolfo II, imperatore del Sacro Romano Impero, doveva dimostrarsi un patrono ancora migliore di quello che sarebbe stato suo padre e Spranger non lasciò mai il suo servizio. La corte si trasferì presto a Praga, più al sicuro dalle regolari invasioni turche, e durante il suo regno del 1576-1612, Rudolf doveva diventare un ossessivo collezionista di arte antica e nuova, i suoi artisti mescolandosi con astronomi, orologiai, botanici e anche "maghi, alchimisti e cabalisti" che Rudolf radunò attorno a lui.
Le opere della Praga di Rodolfo erano altamente rifinite e raffinate, con la maggior parte dei dipinti che erano relativamente piccoli. L'allungamento delle figure e le posizioni sorprendentemente complesse della prima ondata del Manierismo italiano continuarono, e l'elegante distanza delle figure del Bronzino fu mediata attraverso le opere dell'assente Giambologna, che rappresentò l'ideale dello stile.

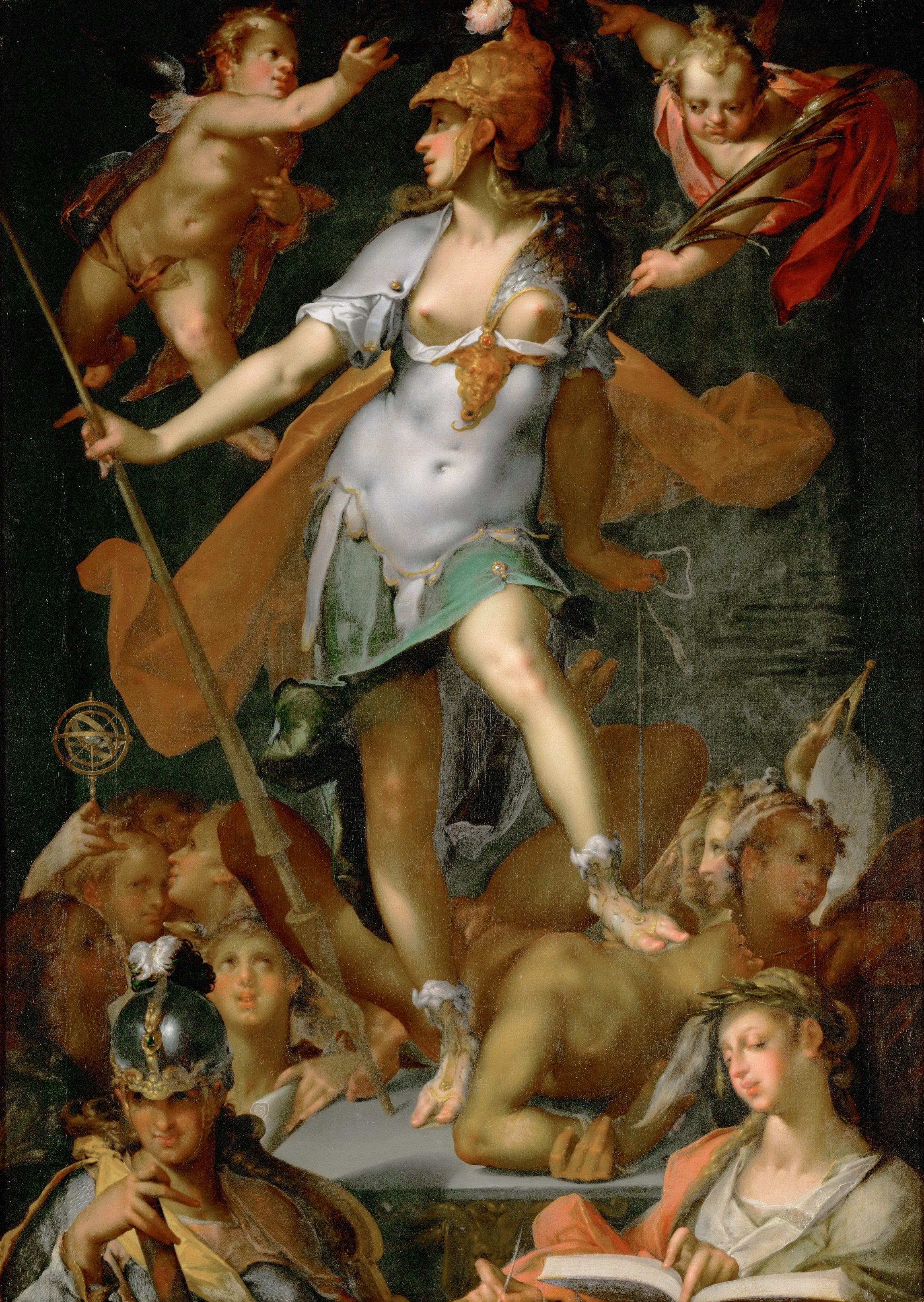
Bartholomeus Spranger, Minerva trionfa sull'ignoranza, 1591, "un rifacimento strabiliante ... [Minerva] non sembra mai così affascinante da nessun'altra parte".

Le stampe furono essenziali per diffondere lo stile in Europa, Germania e Paesi Bassista in particolare, e alcuni incisori, come il più grande del periodo, Hendrik Goltzius lavoravano con disegni inviati da Praga, mentre altri, come Aegidius Sadeler che viveva a casa di Spranger, era stato tentato dalla città stessa. Rodolfo commissionò anche lavori dall'Italia, soprattutto da Giambologna, al quale i Medici non permettevano di lasciare Firenze, e quattro grandi allegorie mitologiche furono inviate da Paolo Veronese. L'influenza dell'Imperatore influenzò l'arte in altre corti tedesche, in particolare a Monaco di Baviera e Dresda, dove risiedeva l'orefice e artista Johann Kellerthaler.
Rodolfo non era molto interessato alla religione, e "nella Praga di Rodolfo II fu prodotta un'esplosione di immagini mitologiche che non si vedeva da Fontainebleau". Le dee di solito erano nude, o quasi, e prevale un'atmosfera di erotismo più evidente di quella che si trova nella maggior parte delle opere mitologiche del Rinascimento, che evidentemente riflettono gli "interessi speciali" di Rodolfo. La figura dominante era Ercole, identificata con l'imperatore, come era stato in precedenza con i monarchi degli Asburgo e dei Valois. Ma gli altri dei non furono trascurati; le loro congiunzioni e trasformazioni avevano un significato nel Neoplatonismo rinascimentale e nell'Ermetismo che erano presi più seriamente nella Praga di Rodolfo rispetto a qualsiasi altra corte rinascimentale. Sembra, tuttavia, che le allegorie dipinte di Praga non contengano significati complicati molto specifici, né ricette nascoste per l'alchimia. Giambologna sceglieva spesso, o lasciava che qualcun altro scegliesse, un titolo per le sue sculture dopo il loro completamento; per lui erano solo le forme che contavano.

### L'influenza di Praga su altri pittori (e le loro città)

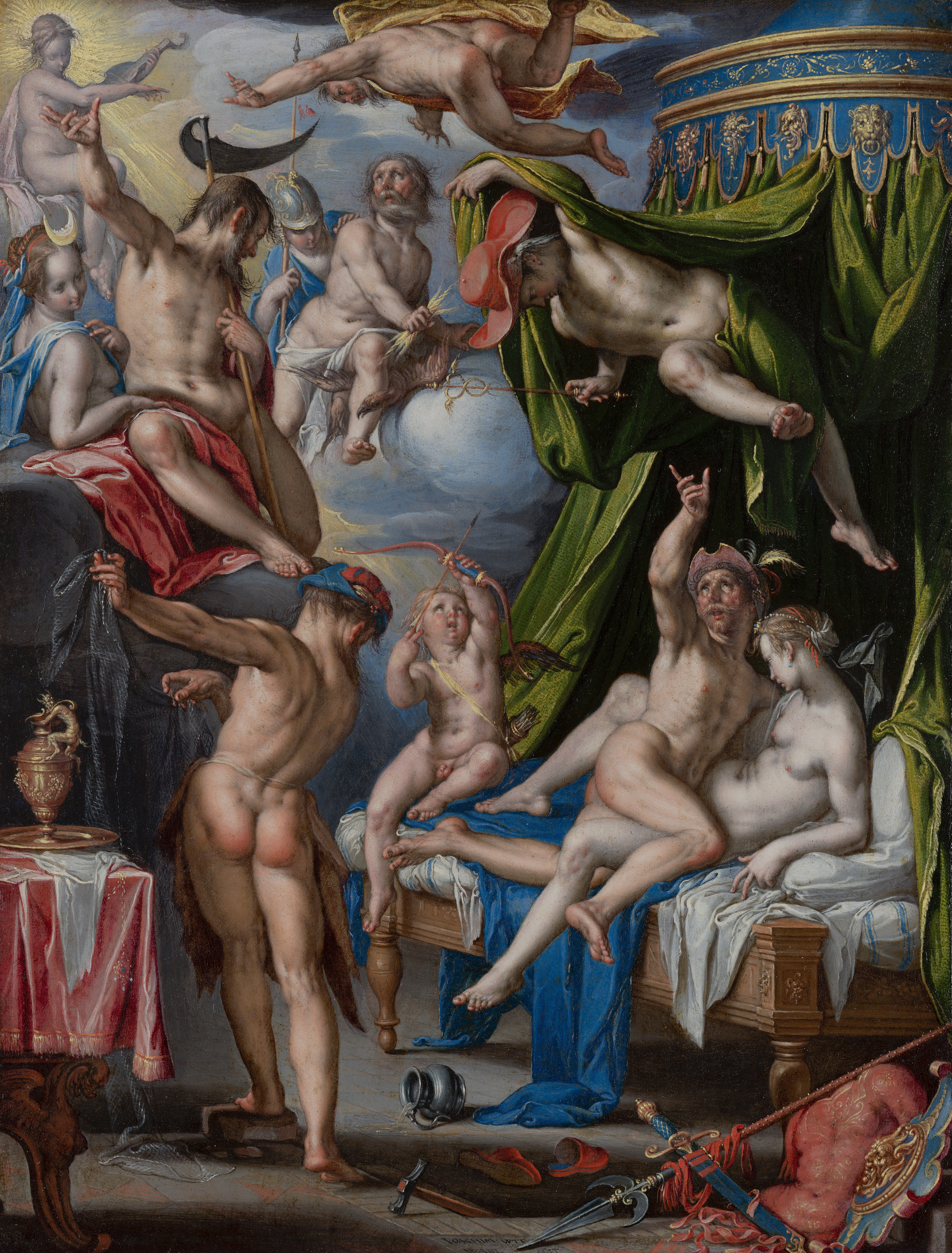
Utrecht – Joachim Wtewael, Venere e Marte sorpresi da Vulcano, 1601, 21 x 16 cm su rame.
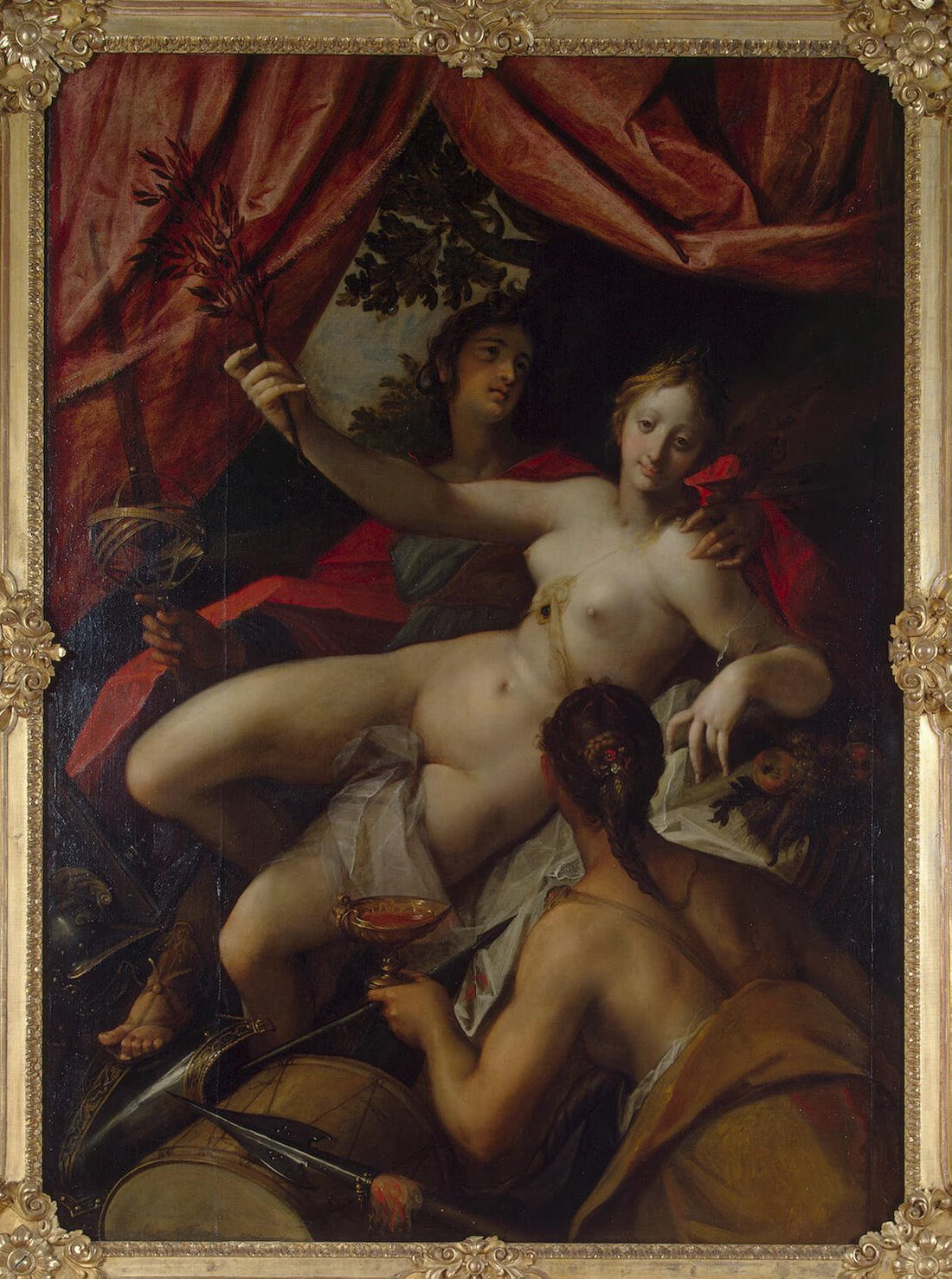
Aquisgrana – Hans von Aachen, Allegoria della pace e delle arti, 1602
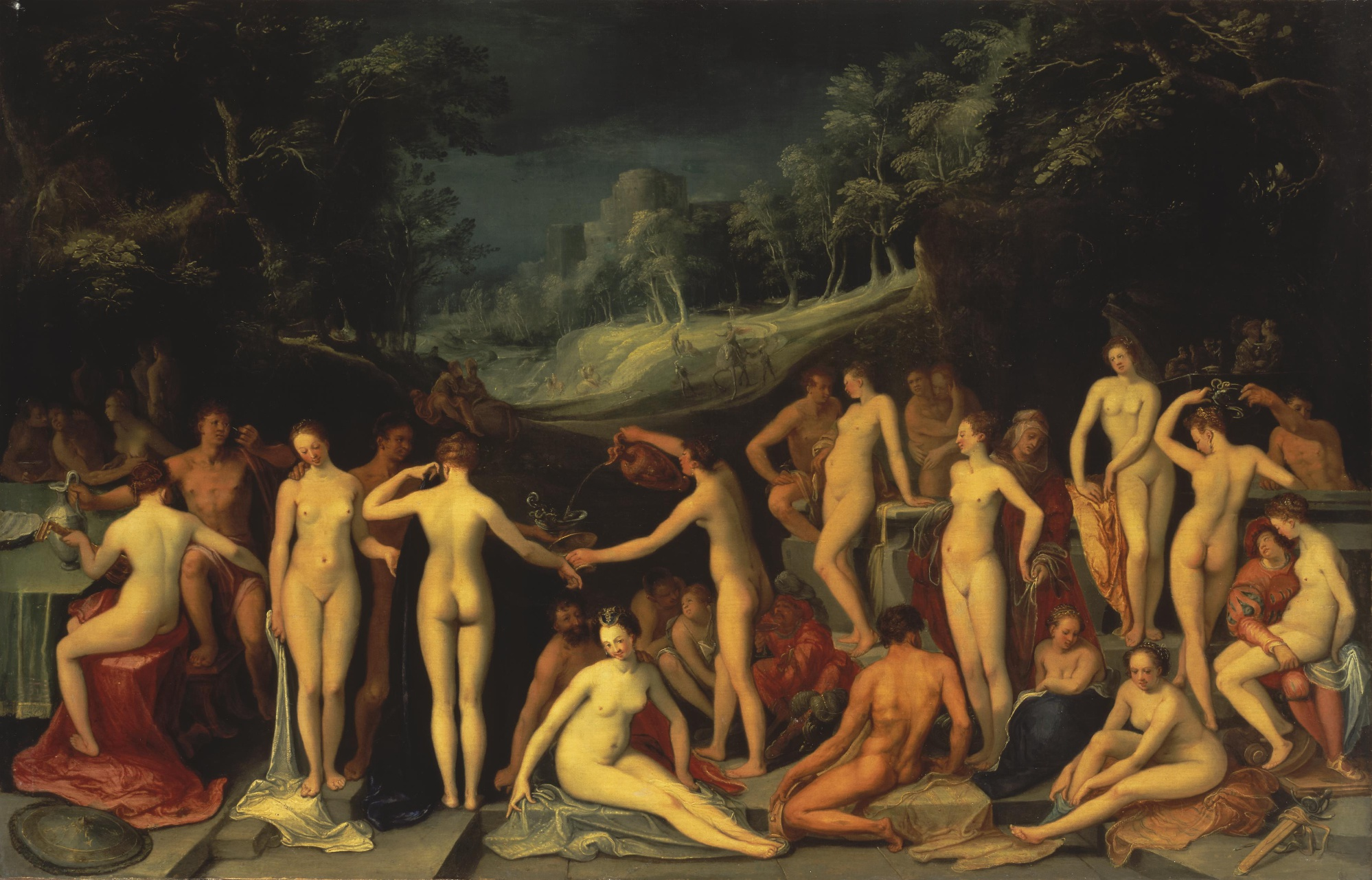
Haarlem – Karel van Mander, Giardino d'amore, 1602
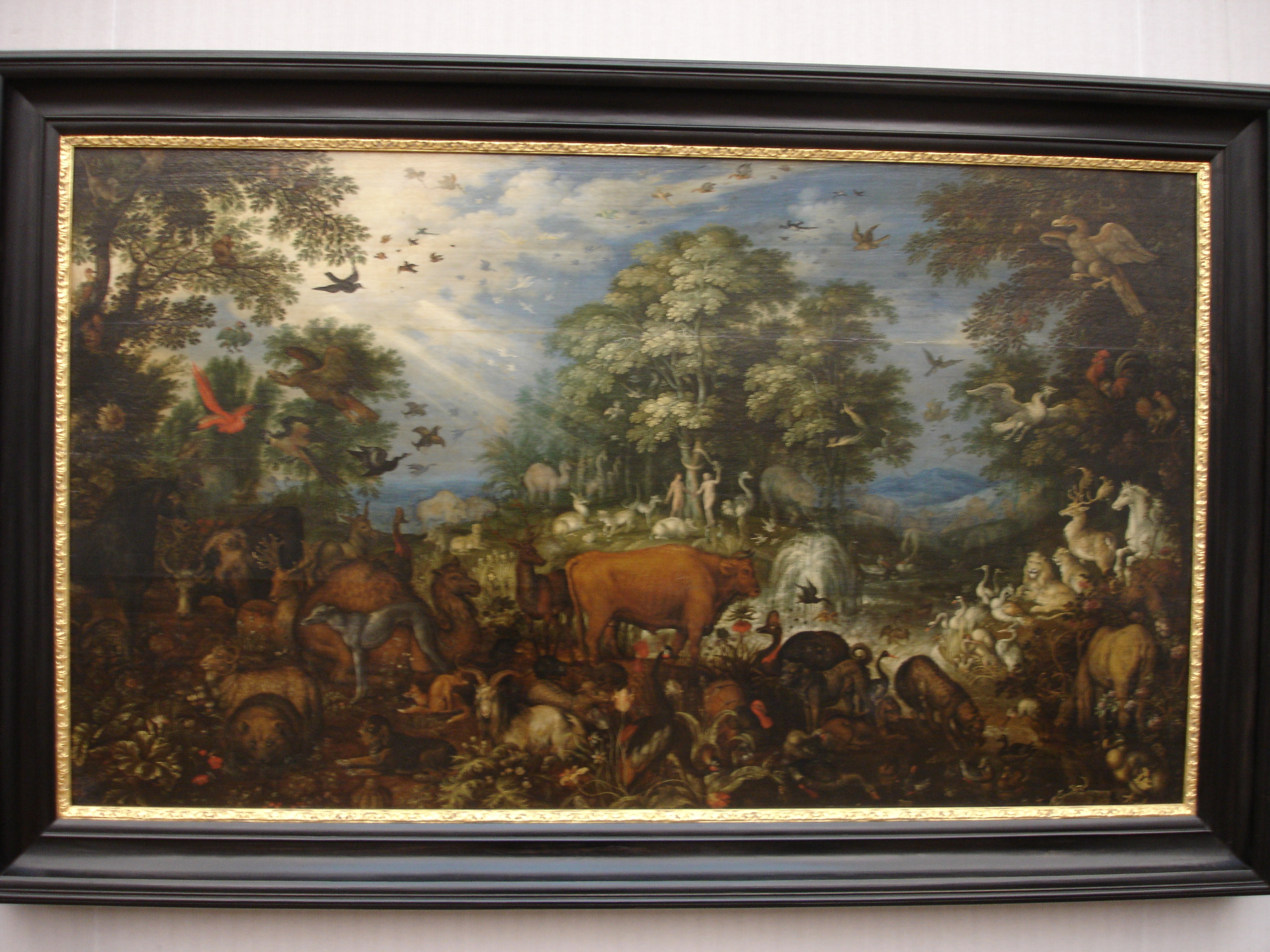
Haarlem – Roelant Savery, Giardino dell'Eden, un soggetto tipico, 1626. Rodolfo aveva anche due grandi serragli, che includevano un dodo, visto in molti dipinti.

## Paesi Bassi

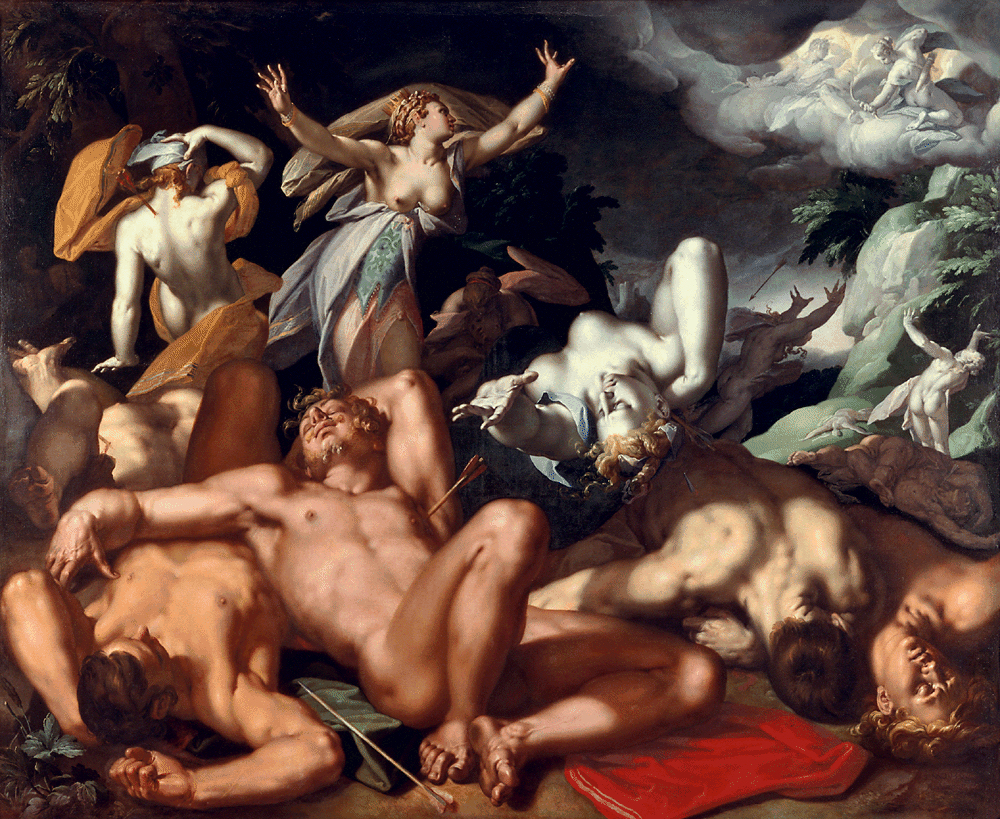
Abraham Bloemaert, Niobe che piange i suoi figli, 1591

Mentre gli artisti di Fontainebleau e Praga erano per lo più dotati di una casa così congeniale sia in termini intellettuali che fisici che rimasero fino alla fine della loro vita, per gli artisti dell'ultima fase neerlandese del movimento il Manierismo fu molto spesso una fase attraverso la quale passarono prima di spostarsi su uno stile influenzato da Caravaggio.
Per Hendrik Goltzius, il più grande stampatore del tempo, la sua fase più manierista sotto l'influenza di Spranger durò solo per i cinque anni tra il 1585, quando incise la sua prima stampa sul modello di uno dei disegni di Spranger portati da Praga da Karel van Mander, al suo viaggio a Roma nel 1590, da cui "tornò un artista cambiato. Da questo momento in poi non fece più stampe dopo i trionfi di Spranger. I mostruosi uomini muscolosi e i nudi femminili allungate con le teste minuscole ... furono sostituiti da figure con proporzioni e movimenti più normali." Il lavoro di Spranger "ebbe un effetto ampio ed immediato nei Paesi Bassi settentrionali", e il gruppo conosciuto come "Manieristi di Haarlem", principalmente Goltzius, van Mander e Cornelis van Haarlem fu abbinato ad artisti in altre città.

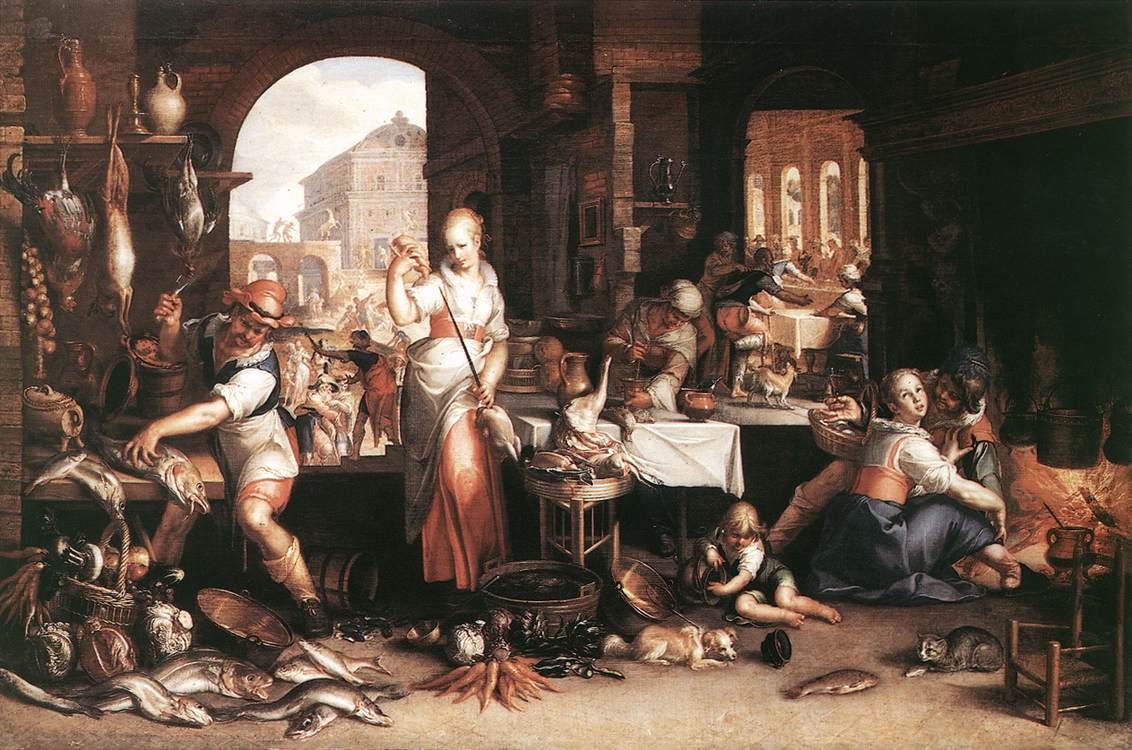
L'elaborata allegoria di Joachim Wtewael si presenta come una scena di cucina con passaggi virtuosi di nature morte, 1604

In parte perché la maggior parte dei suoi seguaci olandesi aveva visto il lavoro di Spranger solo attraverso le stampe e i suoi disegni per lo più molto liberi, il suo trattamento più pittorico non fu adottato, e mantennero la tecnica più rigida e più realistica in cui erano stati addestrati. Molti pittori manieristi olandesi potevano cambiare stile a seconda del soggetto o della commissione, e continuavano a produrre ritratti e scene di genere in stili basati sulle tradizioni locali, mentre stavano lavorando su dipinti altamente manieristi. Dopo il suo ritorno dall'Italia Goltzius si spostò su un più tranquillo classicismo proto-barocco, e il suo lavoro in quello stile influenzò molti.
Joachim Wtewael, che si stabilì a Utrecht dopo essere tornato dall'Italia nel 1590, ricevette più influenza dai manieristi italiani che da Praga, e continuò a produrre scene di cucina e ritratti accanto alle sue divinità nude. A differenza di molti, in particolare del suo collega di Utrecht Abraham Bloemaert, una volta formato il suo repertorio di stili, Wtewael non lo cambiò mai fino alla sua morte nel 1631.

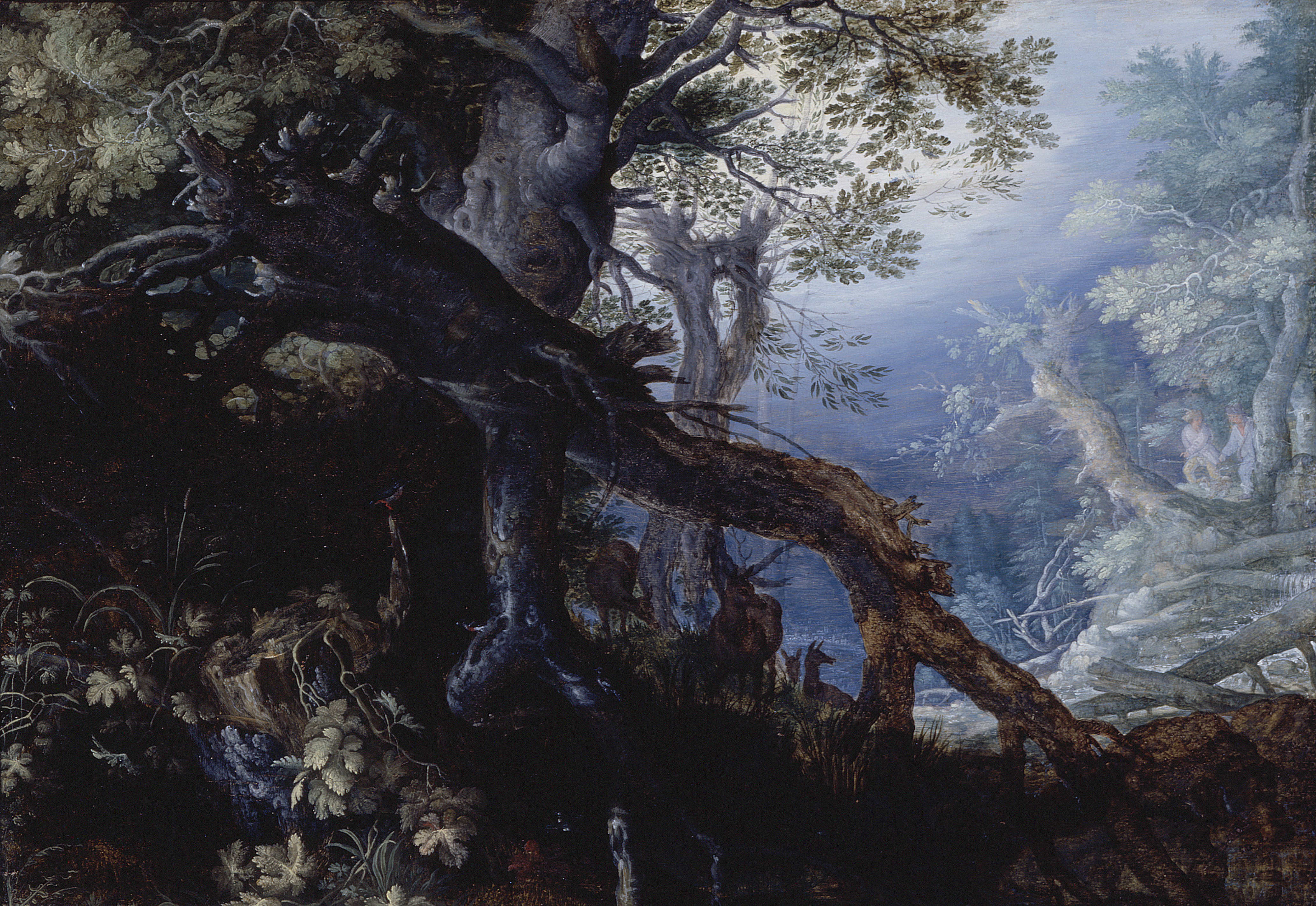
Un paesaggio puro meno tipico, ma lungimirante di Roelandt Savery, Foresta con cervi, 1608-10.

Per i pittori dei Paesi Bassi esisteva anche l'alternativa dei tradizionali stili realistici del Nord, che avevano continuato a svilupparsi attraverso Pieter Bruegel il Vecchio (m. 1567) e altri artisti, e che nel secolo successivo dovevano dominare la pittura del Secolo d'oro olandese. Malgrado la sua visita in Italia, Brughel non può certo essere definito un manierista, ma proprio in quanto i suoi dipinti furono appassionatamente collezionati da Rodolfo, gli artisti manieristi, tra cui Gillis van Coninxloo e il figlio di Bruegel, Jan, lo seguirono nello sviluppo del paesaggio come soggetto.
La pittura paesaggistica fu riconosciuta come una specialità olandese in Italia, dove erano presenti molti paesaggisti del Nord, come Matthijs e Paul Bril, e i tedeschi Hans Rottenhammer e Adam Elsheimer, l'ultimo un personaggio importante del Primo Barocco. La maggior parte dipinse ancora panorami olandesi da un punto di osservazione elevato, con piccole figure che formano un soggetto specifico, ma Gillis van Coninxloo seguì la precedente Scuola danubiana e Albrecht Altdorfer nello sviluppo del paesaggio boschivo puro e "ravvicinato" nelle sue opere dal 1600 circa, che fu ripreso dal suo allievo Roelandt Savery e altri. Bloemaert dipinse molti paesaggi riconciliando questi tipi combinando alberi ravvicinati, con figure e una piccola veduta in lontananza dall'alto verso un lato (esempio sotto). I primi paesaggi di Paul Brill erano chiaramente manieristi nella loro artificialità e negli affollati effetti decorativi, ma dopo la morte del fratello, egli gradualmente sviluppò uno stile più economico e realistico, forse influenzato da Annibale Carracci.

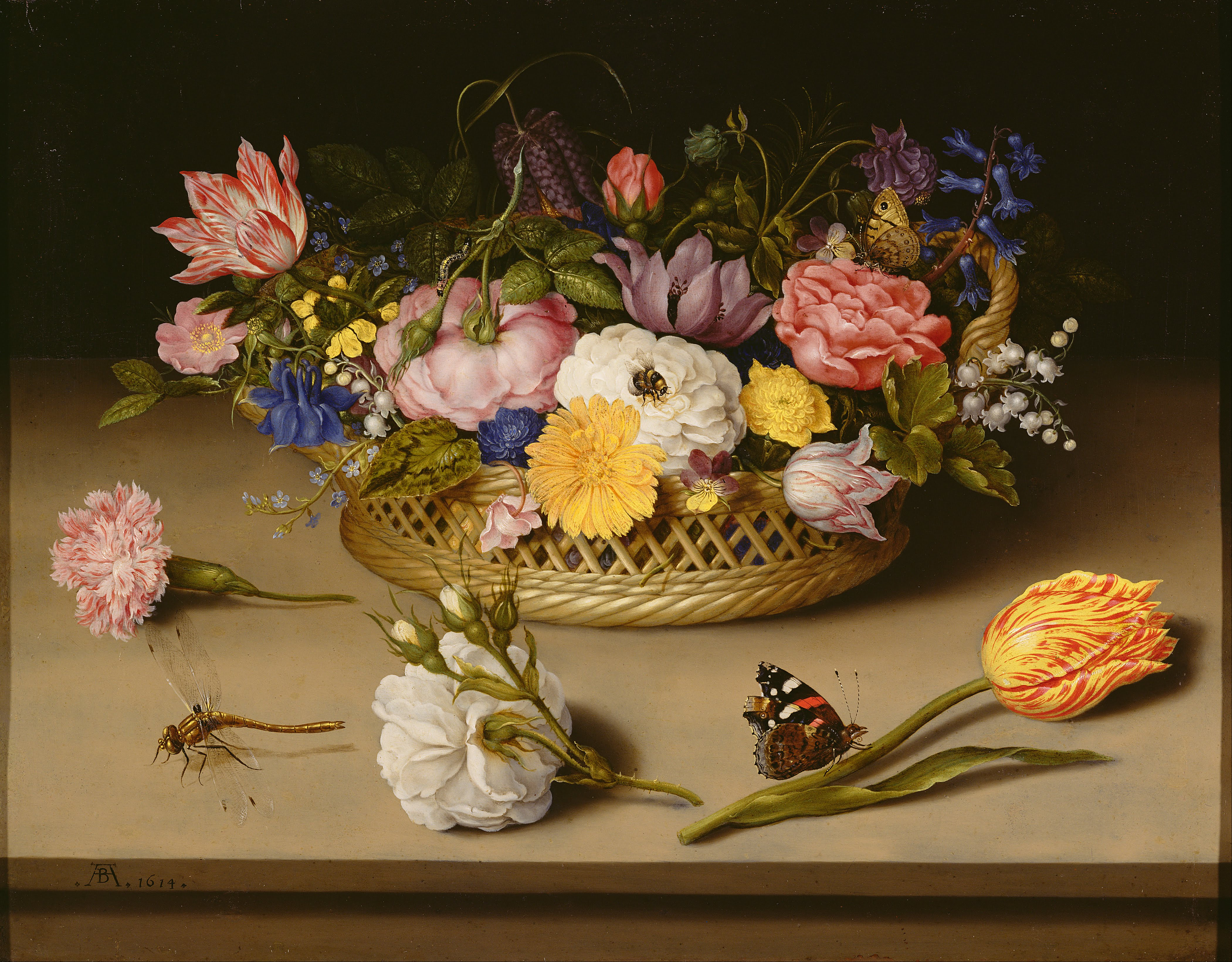
Ambrosius Bosschaert, Natura morta, 1614

Anche la pittura di nature morte, solitamente per lo più di fiori e insetti, emerse come genere durante il periodo, riproponendo la tradizione ereditata dei bordi delle miniature tardo-neerlandesi; anche Jan Brueghel il Vecchio le dipinse. Tali soggetti si rivolgevano sia ai mecenati aristocratici sia al mercato borghese, che era di gran lunga più vasto nei Paesi Bassi. Ciò era particolarmente vero nel Nord protestante, dopo lo spostamento di popolazioni nella rivolta, dove la richiesta di opere religiose era in gran parte assente.
Karel van Mander è ora ricordato principalmente come scrittore di arte piuttosto che come artista. Pur appoggiando la gerarchia dei generi italiana, con la pittura storica ai vertici, fu più pronto del Vasari e di altri teorici italiani (soprattutto Michelangelo, che ignorava bruscamente le forme d'arte "inferiori") ad accettare il valore di altri generi d'arte specializzati, e il fatto che molti artisti dovrebbero specializzarsi in questi, se è lì che si trova il loro talento. La specializzazione di molti artisti nei vari generi era molto avanzata alla fine del secolo, sia nei Paesi Bassi che a Praga, esemplificata dai due figli di Bruegel, Jan e Pieter, sebbene fosse anche tipico del periodo che entrambi avessero più di una specialità durante le loro carriere. Sebbene i paesaggi, le scene di vita contadina, i paesaggi marini e le nature morte potessero essere acquistati dai commercianti per le scorte e i buoni ritratti fossero sempre richiesti, la domanda per la pittura storica non era pari all'offerta potenziale e molti artisti, come Cornelius Ketel, furono costretti a specializzarsi nella ritrattistica; "gli artisti viaggiano lungo questa strada senza piacere", secondo van Mander.

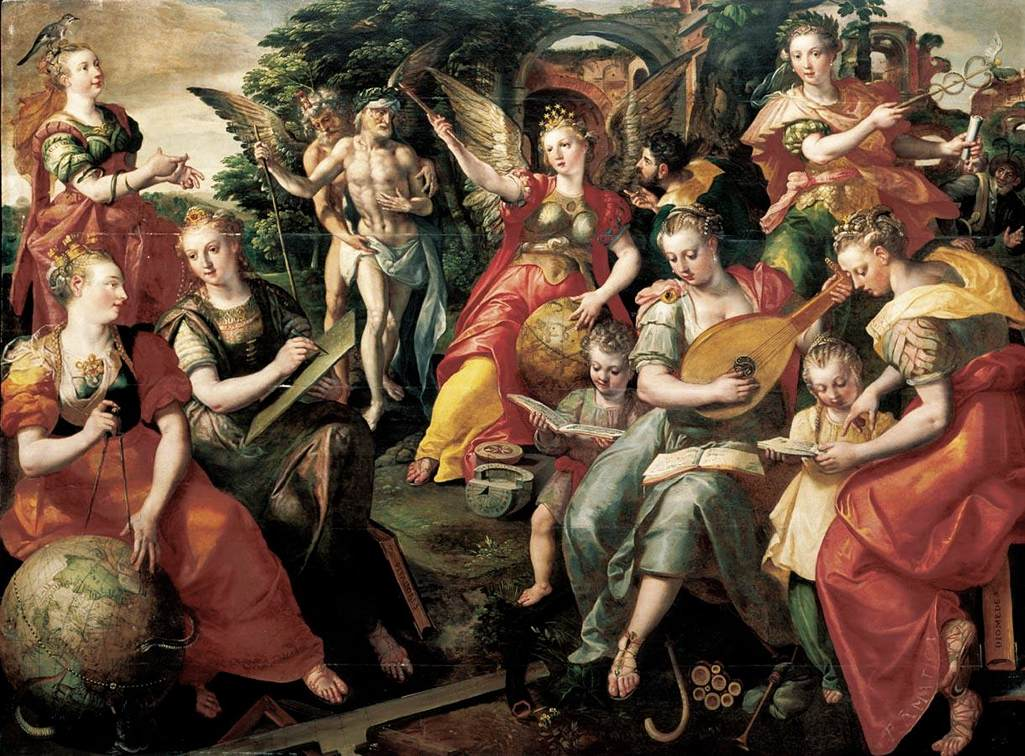
Le Sette arti liberali di Marten de Vos, 1590

I pittori manieristi nelle province meridionali delle Fiandre asburgiche ormai definitivamente separate erano infatti meno influenzati da Praga di quelli delle Province Unite. Avevano un accesso più facile all'Italia, dove Denis Calvaert viveva a Bologna dall'età di vent'anni, pur vendendo gran parte del suo lavoro nelle Fiandre. Sia Marten de Vos che Otto van Veen avevano viaggiato lì; Van Veen, che aveva effettivamente lavorato nella Praga di Rodolfo, fu il fondatore della Gilda dei romanisti, un circolo di Anversa per artisti che avevano visitato Roma. Erano più consapevoli delle recenti tendenze dell'arte italiana e dell'emergere dello stile barocco, che nelle mani di Rubens, l'allievo di Van Veen dal 1594 al 1598, avrebbe presto travolto l'arte fiamminga. Nelle opere religiose, gli artisti fiamminghi erano anche soggetti ai decreti del Concilio di Trento, portando a una reazione contro i virtuosismi più estremi del Manierismo e ad uno stile più chiaro e monumentale simile alla maniera grande italiana. Nei retabli di de Vos, ad esempio, "un Manierismo moderato è combinato con una preferenza per la narrativa che è più in linea con la tradizione dei Paesi Bassi".
Nelle Fiandre, benché non nelle Province Unite, le mostre per lo più temporanee per le entrate reali offrivano occasionali opportunità per sontuose esposizioni pubbliche di stile manierista. I libri delle feste registrarono le entrate ad Anversa di principi francesi e arciduchi asburgici.

## Polonia-Lituania

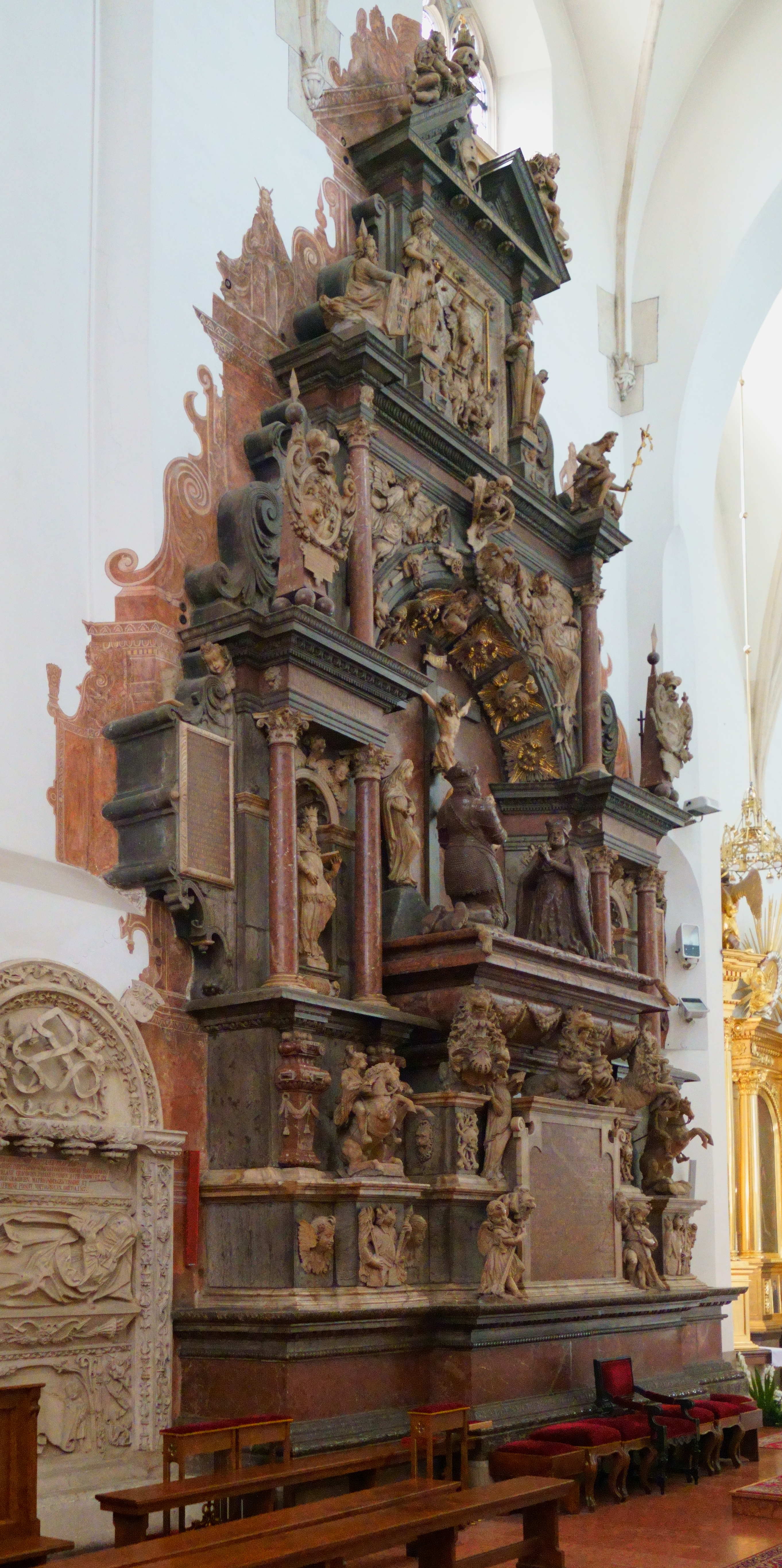
Tomba di Ostrogski, di Willem van den Blocke, Cattedrale di Tarnów, 1612

Il Manierismo fu dominante in Polonia-Lituania tra il 1550 e il 1650, quando fu infine sostituito dal Barocco. Lo stile include varie tradizioni manieriste, che sono strettamente collegate con la diversità etnica e religiosa del paese, così come con la sua situazione economica e politica in quel momento. Il periodo tra il 1550 e il 1650 fu un'età d'oro della Confederazione polacco-lituana (creata nel 1569) e un'età d'oro della Polonia. La prima metà del XVII secolo è caratterizzata da una forte attività dei Gesuiti e dalla Controriforma, che portò al bando degli Ariani progressisti (Fratelli polacchi) nel 1658. Vedi sotto per il pittore tedesco-slesiano Bartholomeus Strobel, artista di corte polacco del 1639.

## Diffusione in stampe e libri

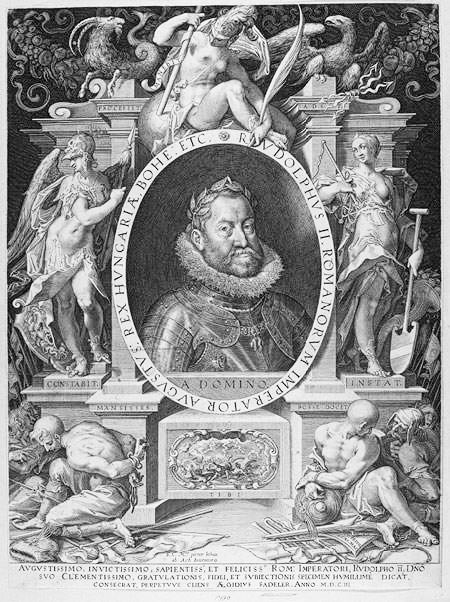
Rodolfo II, incisione di Aegidius Sadeler (1603).

L'importanza delle stampe come mezzo per diffondere lo stile manierista è già stata menzionata; il Manierismo nordico "era uno stile che si prestava mirabilmente alla stampa e ispirò la produzione di una serie di capolavori dell'arte tipografica". Goltzius era già il più famoso incisore dei Paesi Bassi quando colpì il virus manierista e, nonostante le interruzioni della guerra, lui e altri stampatori olandesi erano collegati al ben oliato meccanismo di distribuzione in tutta Europa che era stato costruito durante i cinquant'anni precedenti, originariamente incentrato su Anversa.
Lo stesso non era avvenuto per la stampa a Fontainebleau, e le stampe fatte lì (insolitamente per il periodo, tutte in acquaforte) erano tecnicamente piuttosto grezze, prodotte in numeri più piccoli, e principalmente influenti in Francia. Furono fatte in un intenso periodo di attività approssimativamente dal 1542 al 1548. Quelle fatte a Parigi erano incisioni e di qualità superiore; prodotte tra il 1540 e il 1580 circa, avevano una distribuzione più ampia.
Molte delle stampe di Fontainebleau furono fatte apparentemente direttamente da disegni eseguiti per le decorazioni del palazzo, e consistevano in gran parte o interamente di cornici ornamentali o cartigli, anche se tale era la dimensione di Fontainebleau che poteva contenere diverse figure a grandezza naturale. Variazioni sulle elaborate cornici, come se fossero fatte di pergamena tagliata, forata e arrotolata, si svilupparono fino al XVII secolo in schemi di cornici decorative, frontespizi incisi e mobili intagliati e intarsiati.
L'ornamento manierista stampato, in un senso un po' più ampio del termine, era molto più facile da produrre rispetto alla rischiosa applicazione di uno stile manierista estremo a composizioni di grandi figure, e si era diffuso in tutta Europa ben prima della pittura sotto forma di cornici per le stampe dei ritratti, di frontespizi dei libri, così come le elaborate porte e caminetti dell'architettura manierista, i libri di ornamenti per artisti e artigiani e i libri di emblemi. Da queste opere e da altre nel proprio mezzo espressivo, orafi, produttori di cornici e mobili, e lavoratori in molti altri mestieri svilupparono il vocabolario dell'ornamento manierista.
Le illustrazioni dei modelli mostrate nel libro di Wendel Dietterlin Architectura del 1593-4, prodotto nell'ambiente relativamente stagnante di Strasburgo, erano alcune delle applicazioni più estreme dello stile all'ornamento architettonico. Lo stile del Manierismo nordico era particolarmente influente nelle case prodigio costruite in Inghilterra da cortigiani elisabettiani.

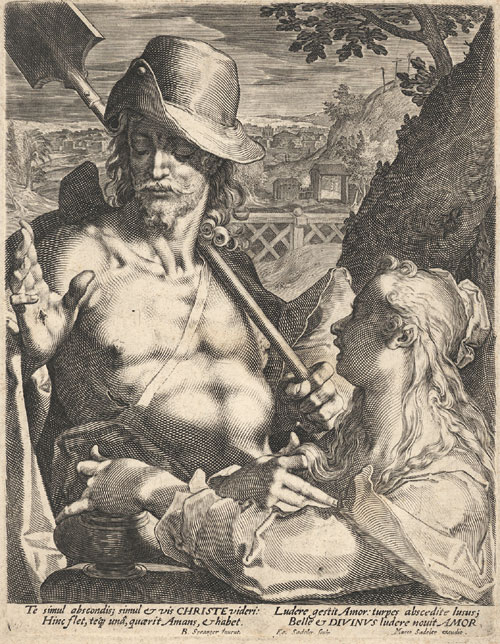
Cristo e Maria Maddalena nel giardino. Incisione di Sadeler sul modello di Bartholomeus Spranger
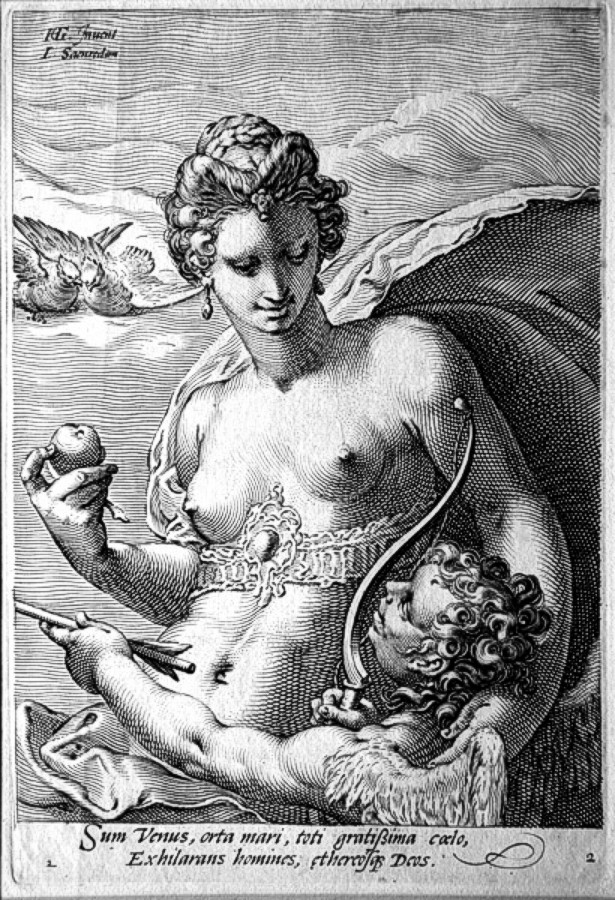
Jan Saenredam, Venere e Cupido, sul modello di Hendrick Goltzius
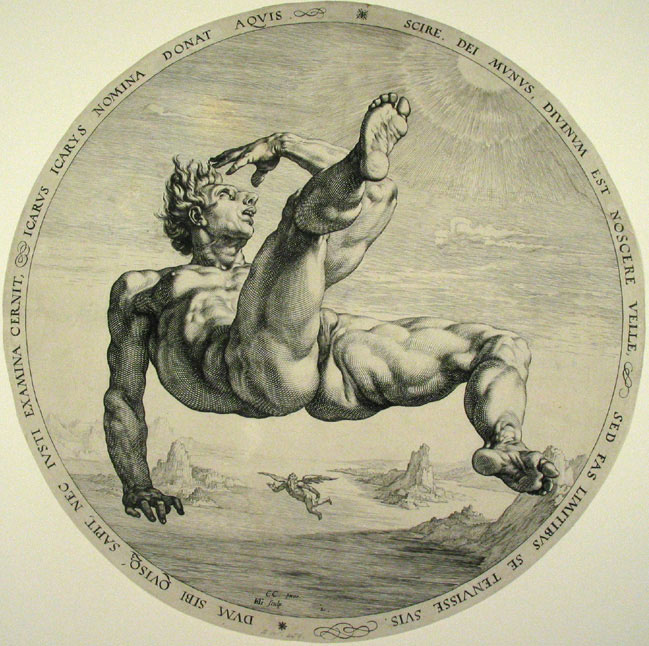
Icaro di Goltzius
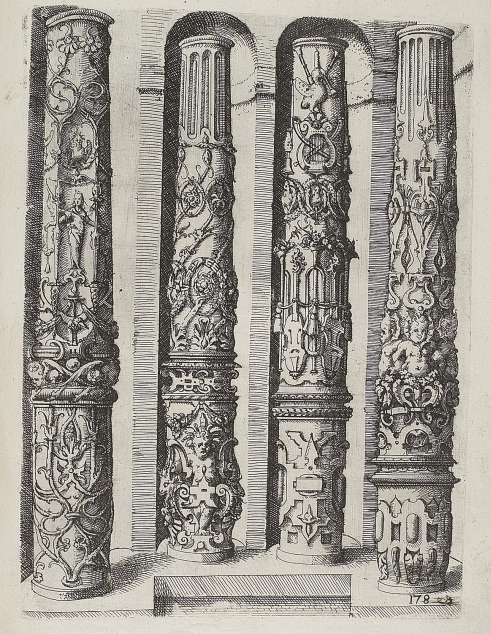
Colonne di ordine composito da Architectura di Wendel Dietterlin (1593–94).

## Nelle arti decorative

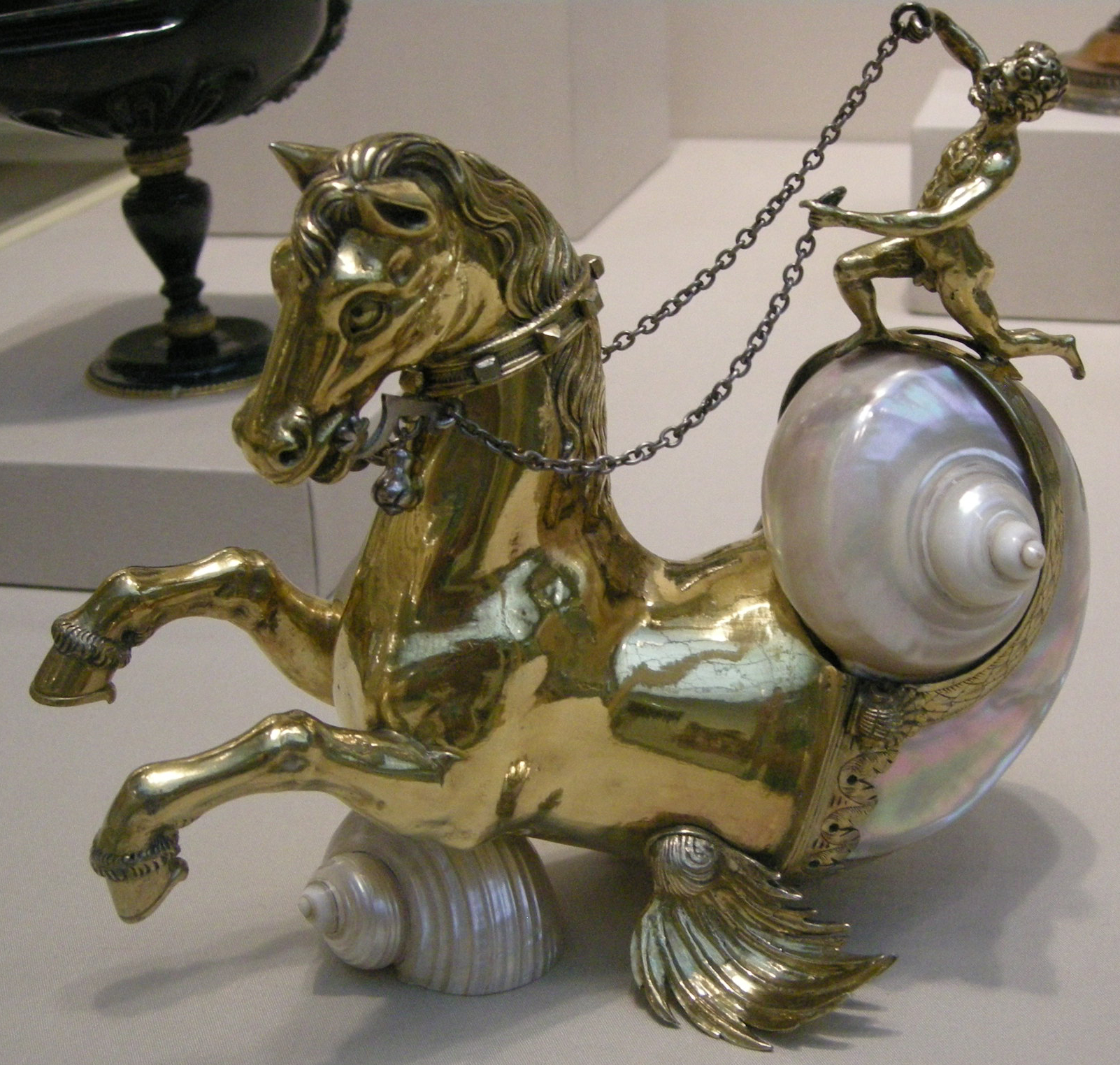
Coppa poco pratica a forma di cavallo marino (presumibilmente si stacca la testa), Lipsia 1590

L'ingegno visivo e la raffinatezza del Manierismo in mani nordiche, che lo rendevano preminentemente uno stile di corte, trovarono veicoli naturali nel lavoro degli orafi, esaltato da gemme e smalti colorati, in cui le perle deformate che chiamiamo "barocche" potevano formare torsi umani e animali, sia come gioielli per ornamento personale sia in oggetti realizzati per la Wunderkammer. Brocche e vasi prendevano forme fantastiche, come anche coppe a calice con ciotole di onice o di agata, ed elaborate saliere come la Saliera di Benvenuto Cellini, l'apice dell'oreficeria manierista, completata nel 1543 per Francesco I e in seguito donata allo zio di Rodolfo, un altro grande collezionista. Wenzel Jamnitzer e suo figlio Hans, orafi di una successione di imperatori del Sacro Romano Impero, tra cui Rodolfo, erano insuperati nel nord. Gli argentieri producevano coppe con coperchio e brocche e vassoi riccamente lavorati, rigorosamente per esposizione, incorporando forse le grandi conchiglie di mare che venivano ora riportate dai tropici, che erano "amate in quanto arte prodotta dalla natura". Nei Paesi Bassi uno "stile auricolare" singolarmente anamorfico, che impiegava motivi cartilaginei ondeggianti e antiarchitettonici, fu sviluppato dalla famiglia di argentieri van Vianen.

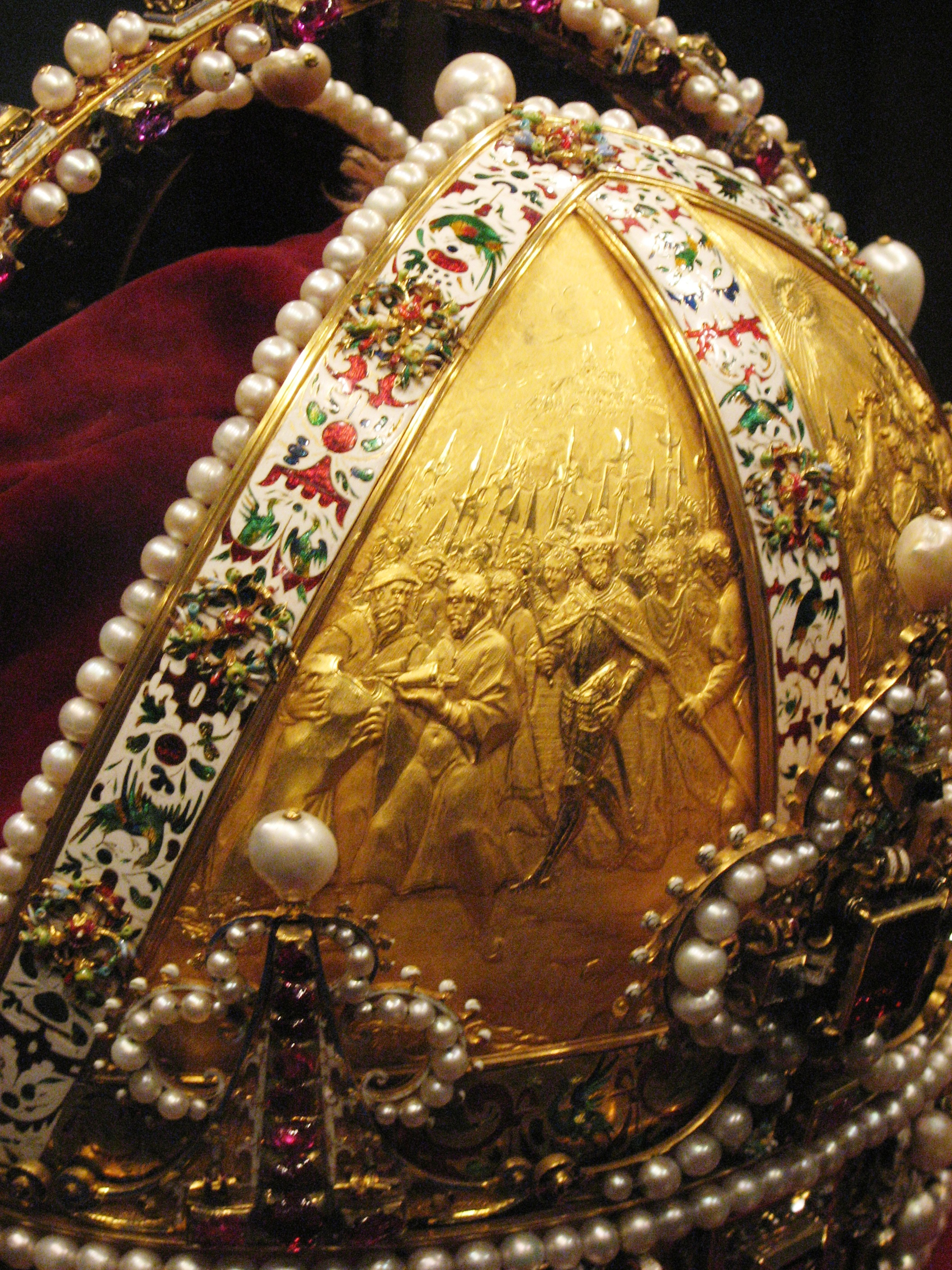
Dettaglio della corona imperiale di Rodolfo, oro, smalto e gioielli. Praga, 1602

Benché gli scultori manieristi producessero bronzi a grandezza naturale, la maggior parte della loro produzione per unità era di edizioni di piccoli bronzi, versioni spesso ridotte delle grandi composizioni, che erano destinate ad essere apprezzate tenendo e girando nelle mani, quando i migliori "danno uno stimolo estetico di quel tipo involontario che a volte viene dall'ascolto della musica". Piccoli pannelli in rilievo in bronzo, spesso dorati, venivano usati in vari contesti, come nella corona di Rodolfo.
Sfingi femminili con colli stravaganti allungati e seni prominenti sostengono un armadio di noce della Borgogna nella Frick Collection, New York; presto Anversa fece una specialità di armadi riccamente scolpiti e impiallacciati intarsiati in guscio tartaruga, ebano e avorio, con interni architettonici, muniti di specchi per moltiplicare i riflessi in spazi simulati. In Inghilterra gli eccessi manieristi dei mobili giacobiani erano espressi con gambe estreme, trasformate in imitazioni di coppe a calice con coperchio ben tornite, e una proliferazione di superfici piane coperte da intrecci allacciati. In seguito al successo degli arazzi di Bruxelles tessuti sul modello dei cartoni di Raffaello, pittori manieristi come Bernard van Orley e Perino del Vaga furono chiamati a disegnare cartoni in stile manierista per i laboratori di arazzi di Bruxelles e Fontainebleau. Composizioni pittoriche in gusto manierista apparvero anche negli smalti di Limoges, adattando le loro composizioni e i loro bordi ornati dalle stampe. Ghirlande e festoni di frutta ispirati al riscoperto ornamento grottesco dell'antica Roma, esposti per la prima volta nelle Stanze vaticane della scuola di Raffaello, furono diffusi attraverso stampe ornamentali. Questo vocabolario ornamentale fu espresso nel Nord meno negli affreschi e più negli arazzi e nei bordi dei manoscritti miniati.
In Francia, ceramiche di Saint-Porchaire in forme e decorazioni manieriste furono prodotte in quantità limitate per una ristretta clientela attenta alla moda tra gli anni 1520 e 1540, mentre le composizioni affollate e inaspettatamente realistiche di serpenti e rospi caratterizzano i vassoi manieristi di terracotta dipinta di Bernard Palissy. Come i Jamnitzer all'occasione, Palissy faceva stampi da piccole creature e piante reali da applicare alle sue creazioni.

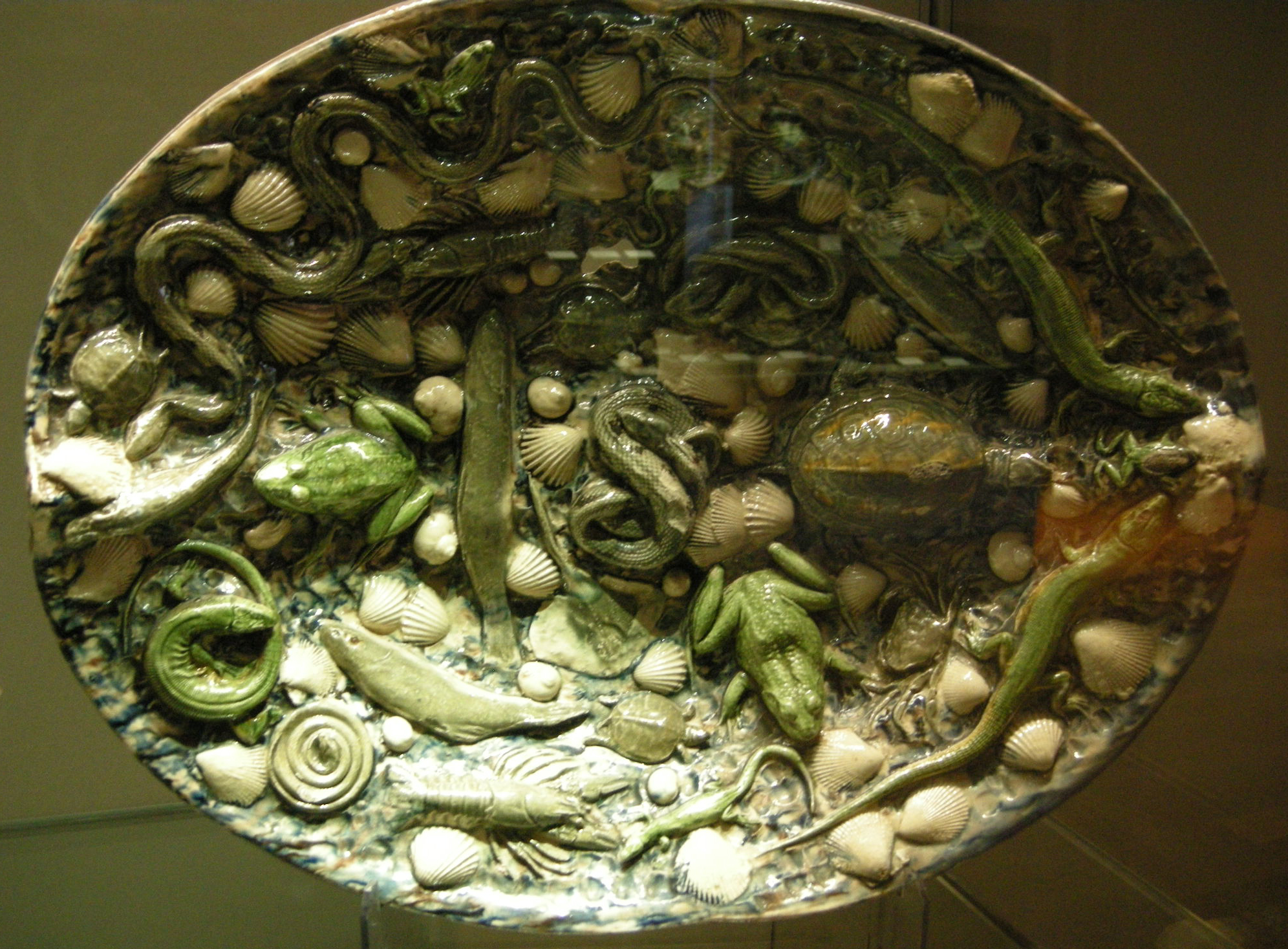
Vassoio "rustico" in terracotta vetrinata attribuito a Bernard Palissy, Parigi

## Manierismo nordico, politica e religione
L'Europa settentrionale nel XVI secolo, e in particolare quelle aree in cui il Manierismo era più forte, fu influenzata da sconvolgimenti di massa come la Riforma protestante, la Controriforma, le guerre di religione francesi e la rivolta olandese. La relazione tra Manierismo, religione e politica era molto complessa. Sebbene fossero prodotte opere religiose, l'arte del Manierismo nordico toglieva enfasi ai soggetti religiosi, e quando li trattava era di solito contro lo spirito sia del tentativo della Controriforma di controllare l'arte cattolica, sia delle opinioni protestanti sulle immagini religiose.
Nel caso della Praga di Rodolfo e dell'arte francese dopo la metà del secolo, l'arte manierista secolare e mitologica sembra essere stata in parte un tentativo deliberato di produrre un'arte che attraesse al di là delle divisioni religiose e politiche. Allo stesso tempo, il Manierismo nei suoi estremi era di solito uno stile di corte, spesso usato per propagandare la monarchia, e rischiava di essere screditato attraverso l'associazione con sovrani impopolari. Mentre la genuina tolleranza di Rodolfo sembra averlo evitato in Germania e in Boemia, alla fine del secolo il Manierismo era stato associato dai protestanti calvinisti e da altri patrioti di Francia e Olanda con i loro impopolari sovrani cattolici.

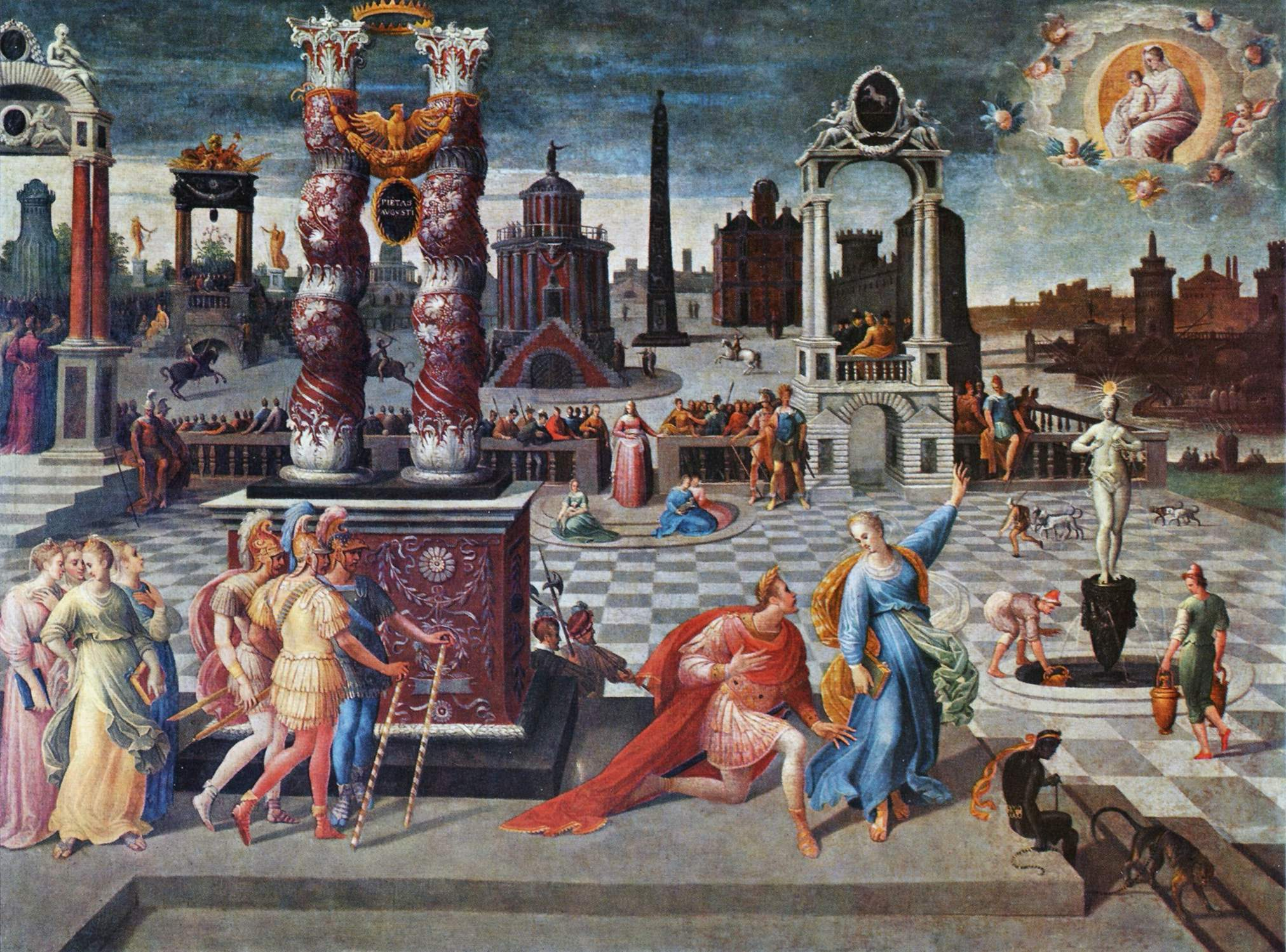
Augusto e la Sibilla Tiburtina, Antoine Caron, c. 1580

Certe opere manieriste sembrano riecheggiare la violenza del tempo, ma vestite con abiti classici. Antoine Caron dipinse l'insolito soggetto dei Massacri sotto il Triumvirato (1562, Louvre), durante le guerre di religione, quando si verificarono frequenti massacri, soprattutto nella notte di san Bartolomeo del 1572, sei anni dopo il dipinto. Secondo lo storico dell'arte Anthony Blunt, Caron produsse "quello che è forse il tipo più puro conosciuto di Manierismo nella sua forma elegante, appropriato a una società aristocratica squisita ma nevrotica". I suoi cartoni per gli arazzi di Valois, che rimandano agli arazzi trionfali della Storia di Scipione disegnati per Francesco I da Giulio Romano, furono un esercizio di propaganda per conto della monarchia dei Valois, sottolineando il suo splendore di corte al tempo della sua distruzione minacciata attraverso la guerra civile. L'unico dipinto sopravvissuto di Jean Cousin il Giovane, L'ultimo giudizio, commenta anche la guerra civile, tradendo una "tendenza tipicamente manierista alla miniaturizzazione". Esseri umani minuscoli, nudi "sciamano sulla terra come vermi", mentre Dio guarda verso il basso giudicando dall'alto.

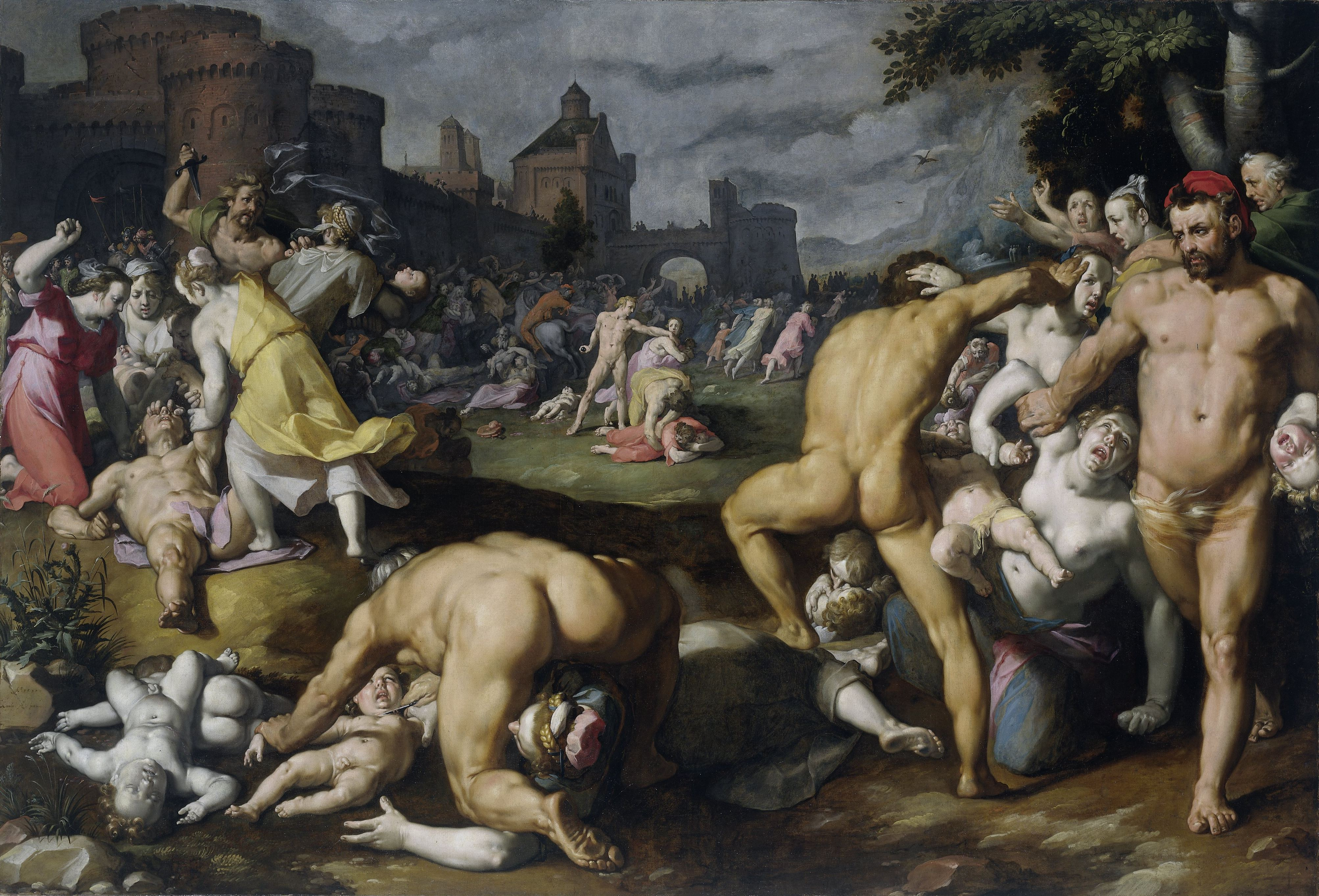
Cornelis van Haarlem, Strage degli innocenti, 1590

La Strage degli innocenti di Cornelis van Haarlem (1590, Rijksmuseum), più barocco che manierista, potrebbe coinvolgere i suoi ricordi di infanzia delle uccisioni (in realtà solo della guarnigione) dopo l'assedio di Haarlem nel 1572-3, che egli visse. La versione completamente non manierista di Brughel dello stesso soggetto fu comprata da Rodolfo, che fece cambiare a qualcuno molti dei bambini massacrati in oche, vitelli, formaggi e altre prede meno disturbanti. In generale, la pittura manierista enfatizza la pace e l'armonia, e sceglie soggetti di battaglie meno spesso dell'Alto Rinascimento o del Barocco.
Un altro soggetto reso popolare da Brughel, San Giovanni che predica nel deserto, ricevette rappresentazioni manieriste da parecchi artisti, come soggetto di paesaggi lussureggianti. Ma per i protestanti olandesi il soggetto ricordava gli anni prima e dopo la loro rivolta, quando erano costretti a radunarsi per le funzioni religiose fuori dalle città controllate dagli Spagnoli.

## Altri affioramenti

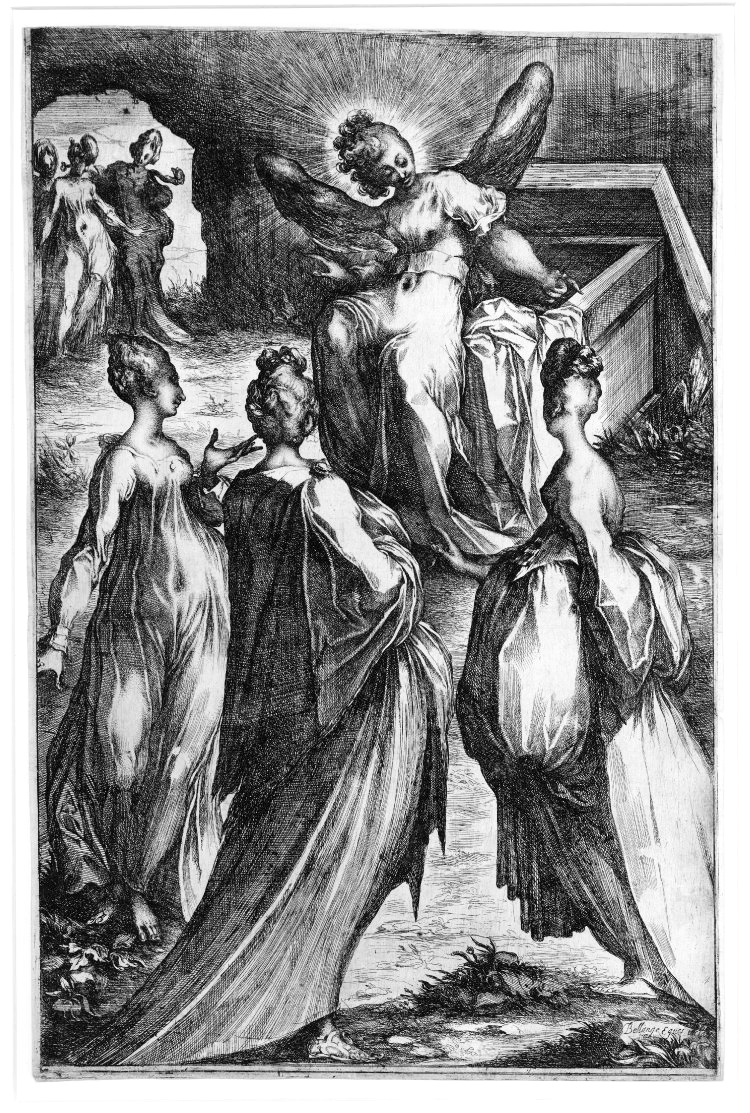
Acquaforte di Jacques Bellange, Le tre Marie presso la tomba, anni 1610

Enrico VIII d'Inghilterra era stato spronato dall'emulazione di Fontainebleau a importare la sua squadra, alquanto meno stellare, di artisti italiani e francesi per lavorare al suo nuovo Palazzo Nonsuch, che faceva anche molto affidamento sugli stucchi, e fu decorato dal 1541 circa. Ma Enrico morì prima che fosse completato e un decennio dopo fu venduto da sua figlia Maria senza aver mai visto un uso importante da parte della corte. Il palazzo fu distrutto prima del 1700 e sono sopravvissuti solo piccoli frammenti di opere ad esso associate, oltre a una leggera ondata di influenza rilevabile nell'arte inglese successiva, ad esempio negli stucchi grandiosi ma non sofisticati dell'Hardwick Hall.
Alcune (ma non tutte) le case prodigio dell'architettura elisabettiana facevano uso di ornamento derivato dai libri di Wendel Dietterlin e Hans de Vries Vredeman all'interno di un caratteristico stile generale derivato da molte fonti.
Il miniaturista ritrattista Isaac Oliver mostra una incerta influenza tardo manierista, che appare anche in alcuni pittori ritrattisti immigrati, come William Scrots, ma in genere l'Inghilterra era uno dei paesi meno interessati dal movimento, tranne che nel campo dell'ornamento.
Anche se il Manierismo nordico raggiunse uno stile paesaggistico, la pittura ritrattistica rimase senza equivalenti nordici del Bronzino o del Parmigianino, a meno che la ritrattistica di Elisabetta I, straordinaria ma alquanto ingenua, sia considerata tale.
Una delle ultime fioriture del Manierismo settentrionale venne in Lorena, il cui pittore di corte Jacques Bellange (c. 1575-1616) è ora conosciuto solo dalle sue straordinarie acqueforti, sebbene fosse anche un pittore. Il suo stile deriva dal Manierismo neerlandese, anche se la sua tecnica viene da acquafortisti italiani, in particolare Federico Barocci e Ventura Salimbeni. Insolitamente, i suoi soggetti erano principalmente religiosi, e benché i costumi siano spesso stravaganti, suggeriscono intensi sentimenti religiosi da parte sua.
Ancora più tardi, il pittore tedesco-slesiano Bartholomeus Strobel, che aveva trascorso gli ultimi anni del regno di Rodolfo come giovane artista a Praga, continuò lo stile rodolfino fino agli anni 1640, nonostante gli orrori inflitti alla Slesia dalla Guerra dei trent'anni, in opere come il suo enorme Banchetto di Erode con la decollazione di San Giovanni Battista nel Prado. Dal 1634 si ritirò nella sicurezza della Polonia come artista di corte.

## Artisti

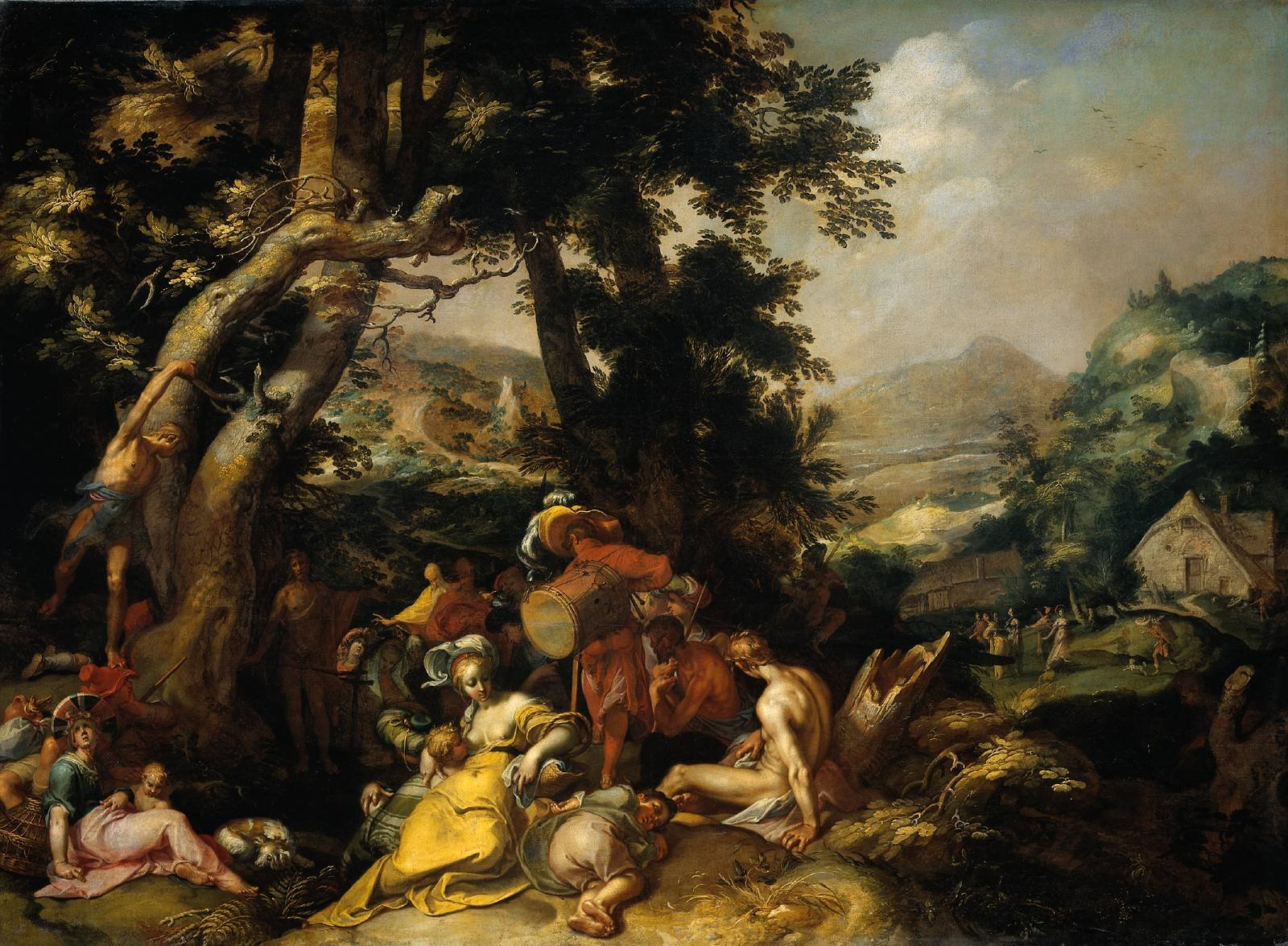
Abraham Bloemaert, Paesaggio con San Giovanni che predica nel deserto

Paesaggio (olio su tela, 63,5 x 87 cm, Musée Fesch), attribuito a Matthijs Bril

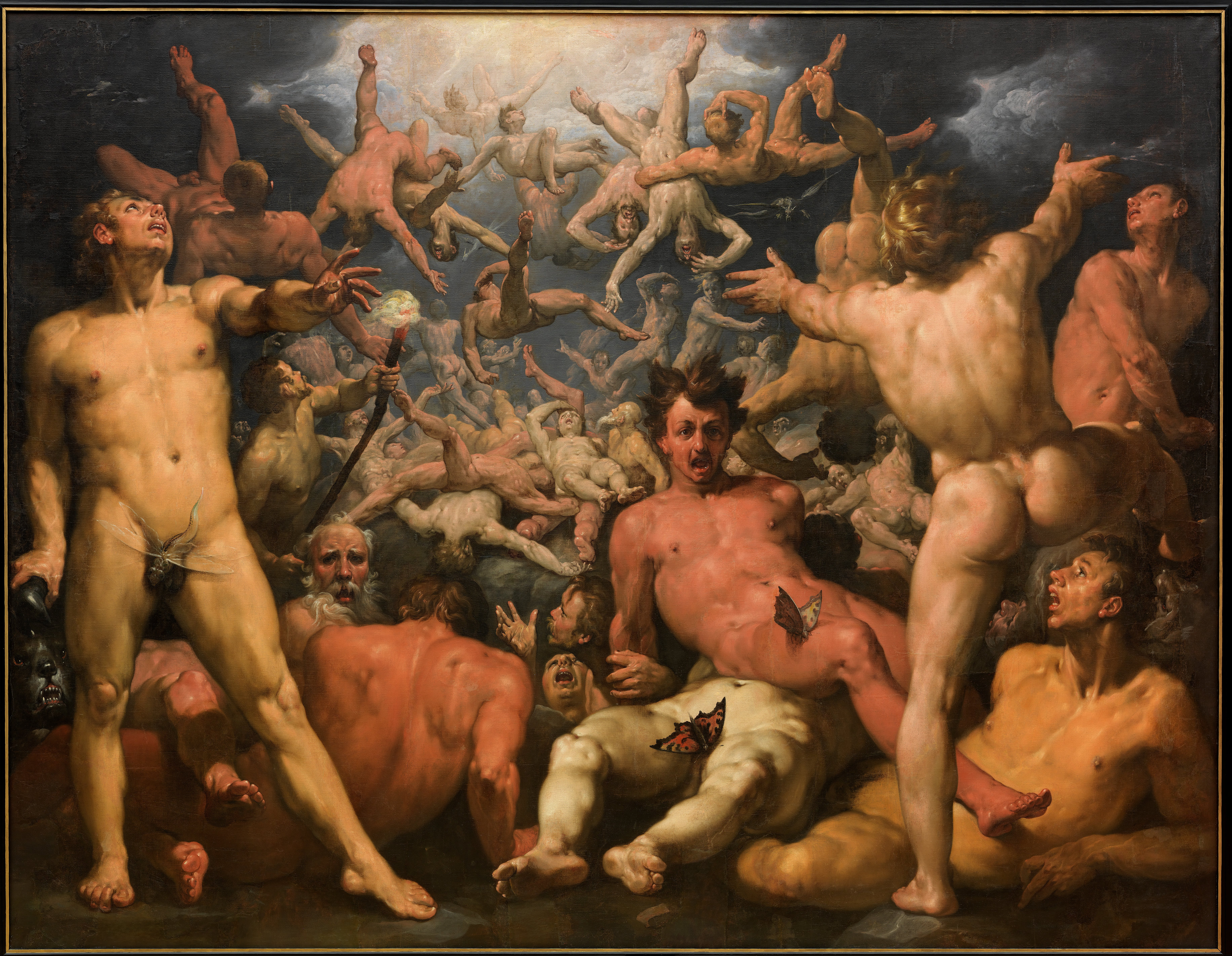
La caduta dei Titani (1588–1590) di Cornelis van Haarlem

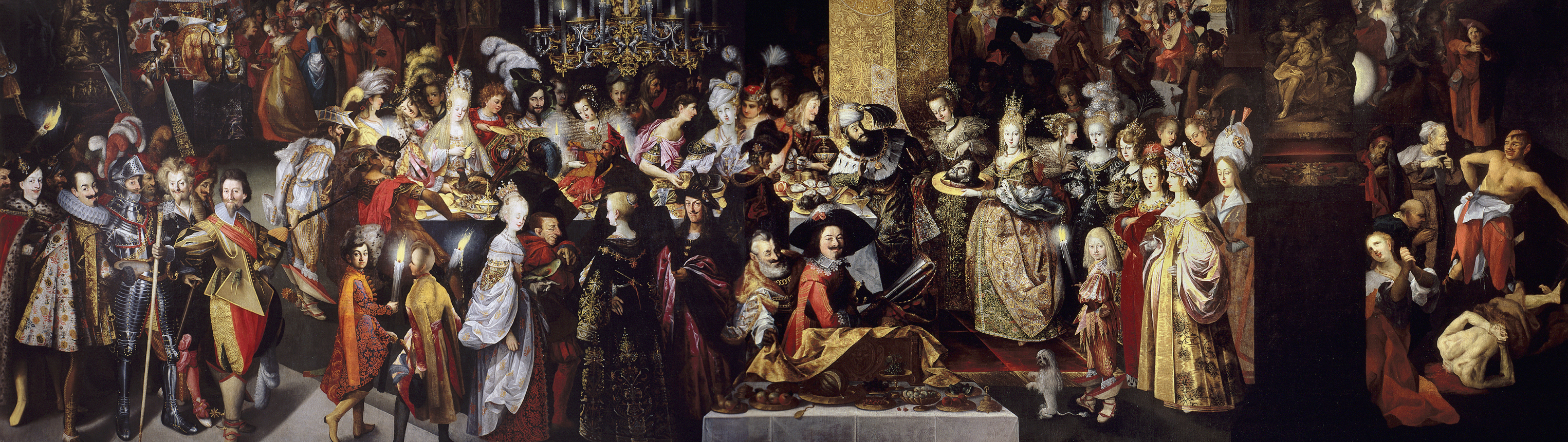
Banchetto di Erode con la decollazione di San Giovanni Battista, c. 1630, Prado; largo quasi 10 metri, capolavoro di Bartholomeus Strobel e un'allegoria della Guerra dei trent'anni

Artisti francesi influenzati dalla prima Scuola di Fontainebleau:
Jean Cousin il Vecchio (1500–c. 1590), pittore
Jean Goujon (c. 1510-dopo 1572), scultore e architetto
Juste de Juste (c. 1505–c. 1559), scultore e architetto
Antoine Caron (1521–1599), pittore
Continuatori della tradizione francese:
Germain Pilon (c. 1537–1590), scultore
Androuet du Cerceau, famiglia di architetti; Jacques I introdusse l'ornamento manierista
Jean Cousin il Giovane (ca. 1522–1595), pittore
Toussaint Dubreuil (c. 1561–1602), seconda Scuola di Fontainebleau:
Al servizio di Rodolfo II:
Giambologna (1529–1608), scultore fiammingo residente a Firenze
Adriaen de Vries (1556–1626), scultore olandese, allievo di Giambologna, che andò a Praga
Bartholomeus Spranger (1546–1611), fiammingo, principale pittore di Rodolfo
Hans von Aachen (1552–1615), pittore tedesco, soggetti mitologici e ritratti per Rodolfo
Joseph Heintz il Vecchio (1564–1609), pittore svizzero, allievo di Hans von Aachen
Paul van Vianen, argentiere e artista olandese
Aegidius Sadeler – incisore fiammingo, principalmente xilografo
Wenzel Jamnitzer (1507/8-1585), e suo figlio Hans II e suo nipote Christof, orafi tedeschi
Joris Hoefnagel, pittore fiammingo, specialmente per le miniature di storia naturale
Roelant Savery, pittore olandese, paesaggi con animali e nature morte
Olandesi:
Herri met de Bles (1510-1555/60), paesaggista, anteriore agli altri
Karel van Mander (1548–1606), ora meglio noto come biografo di artisti neerlandesi
Hendrik Goltzius (1558–1617), il principale incisore del periodo, e in seguito pittore in uno stile meno manierista.
Cornelis van Haarlem (1562–1651), pittore
Hubert Gerhard (c. 1540/1550-1620), pittore
Joachim Wtewael (1566–1638), pittore
Jan Saenredam (1565-1607), principalmente uno xilografo
Jacob de Gheyn II c. 1565-1629), principalmente uno xilografo
Abraham Bloemaert (1566–1651), pittore, nella prima parte della sua carriere
Hans Vredeman de Vries (1527–c. 1607), architetto, disegnatore di ornamenti, che scrisse sulla progettazione di giardini.
Fiamminghi:
Denis Calvaert (1540-1619), pittore, lavorò principalmente in Italia, in uno stile in gran parte italiano, come anche
Paul (1554-1626) e Matthijs Bril (1550-1583), pittori, per la maggior parte pittura paesaggistica
Marten de Vos, fondatore della Gilda dei romanisti
Otto van Veen (1556–1629), pittore
Altrove:
Hans Rottenhammer (1564–1625), pittore tedesco, paesaggista di Monaco trascorse vari anni in Italia
Wendel Dietterlin (c. 1550–1599), pittore tedesco, più noto per il suo libro sulla decorazione architettonica
Jacques Bellange (c. 1575–1616), pittore francese di corte della Lorena, la cui opera sopravvive solo nell'acquaforte.
Bartholomeus Strobel (1591–c. 1550), pittore tedesco, ritrattista di corte, anche scene religiose, in Slesia e poi in Polonia.